# Course aux dreadnoughts en Amérique du Sud

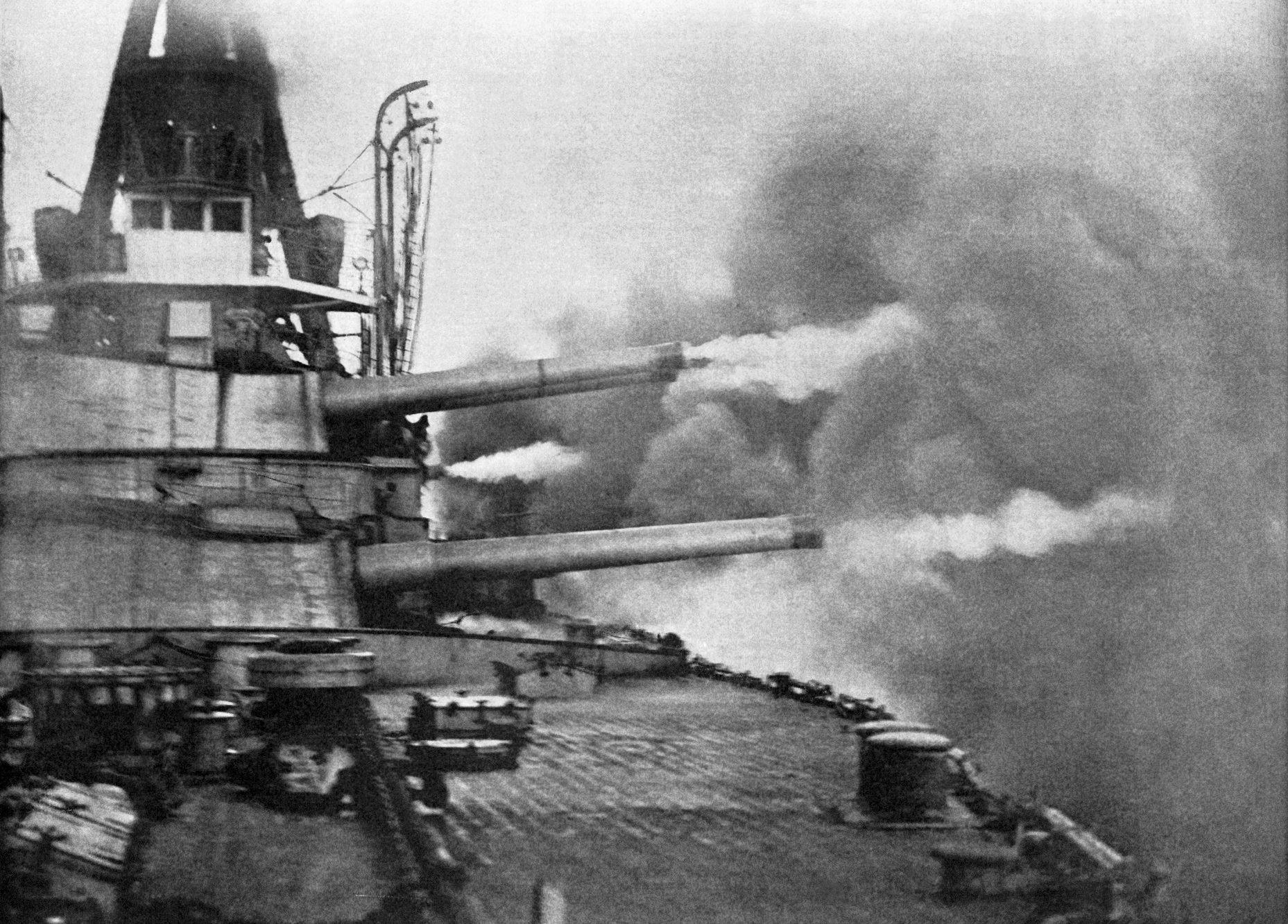
Essais des canons du dreadnought brésilien, le navire qui initia la course aux dreadnoughts. Sur la photo, tous les armes capables de faire feu sur le côté tirent, formant ce qui était à l'époque la plus puissante bordée jamais tirée d'un navire de guerre.

Une course à l’armement naval entre l'Argentine, le Brésil et le Chili, les pays les plus puissants et les plus riches d’Amérique du Sud, commença au début du XXe siècle, lorsque le gouvernement brésilien commanda trois « dreadnoughts », de formidables cuirassés dont les capacités dépassaient de loin celles des anciens navires des marines du monde entier.
En 1904, la marine brésilienne se trouvait bien derrière les marines argentine et chilienne en qualité et en tonnage total. Quelques navires avaient été commandés depuis la chute de l'empereur brésilien Pierre II en 1889, et les rébellions navales en 1891 et en 1893-94, tandis que ses rivaux continentaux, l’Argentine et le Chili, venaient de terminer une course à l'armement naval qui avait duré quinze ans et rempli leurs arsenaux de navires de guerre modernes. La demande croissante pour le café et le caoutchouc augmenta fortement les revenus de l'État brésilien, et le gouvernement se prononça pour l'affectation d'une partie de ces recettes au comblement de ce déséquilibre naval. Il pensait que la construction d'une marine forte jouerait un rôle essentiel dans son objectif de faire du pays une puissance internationale.
Le gouvernement brésilien commanda trois petits cuirassés à la société britannique Armstrong Whitworth à la fin de 1905, mais l'apparition du navire de guerre britannique révolutionnaire HMS Dreadnought en 1906, leur fit rapidement abandonner ces plans. Au lieu de cela, les Brésiliens commandèrent trois dreadnoughts de la classe Minas Geraes, un type de navire de guerre qui rapidement était devenu un symbole de prestige international, semblable aux armes nucléaires aujourd'hui. Cette décision attira l'attention du monde sur ce nouveau pays en pleine ascension : les journaux et les politiciens des grandes puissances craignaient que le Brésil ne vendît les navires à une nation belligérante, les gouvernements argentins et chiliens annulèrent alors immédiatement leur pacte naval limitatif et commandèrent deux dreadnoughts chacun (respectivement de classes Rivadavia et Almirante Latorre).
Pendant ce temps, le troisième dreadnought brésilien devait faire face à une bonne partie de l'opposition politique en raison du ralentissement économique et de la révolte du fouet, durant laquelle les équipages de deux des cuirassés flambant neufs se mutinèrent et menacèrent de tirer sur Rio de Janeiro si leurs demandes n’étaient pas satisfaites. Malgré ces pressions, Armstrong réussit à contraindre les Brésiliens à honorer leurs engagements contractuels. La construction du nouveau navire, préalablement nommé Rio de Janeiro, fut interrompue à plusieurs reprises en raison de modifications répétées de conception. Le boom du café et du caoutchouc brésiliens s’acheva peu après. Craignant que leur cuirassé ne soit surclassé par des super-dreadnoughts plus grands, ils revendirent le navire inachevé à l'Empire ottoman en décembre 1913.
La Première Guerre mondiale marqua la fin de la course aux armements navals, les pays d'Amérique du Sud se retrouvèrent incapables d'acheter des navires de guerre supplémentaires. Le gouvernement brésilien commanda un nouveau cuirassé, le Riachuelo en mai 1914, mais le conflit fit annuler la commande. Les Britanniques achetèrent les deux cuirassés chiliens avant leur achèvement ; l'un fut revendu au Chili en 1920. Les deux dreadnoughts de l'Argentine, construits aux États-Unis, alors pays neutre, échappèrent à ce sort et furent mis en service en 1914 et 1915. Bien que plusieurs plans d’après-guerre d'expansion navale en Amérique du Sud nécessitassent des dreadnoughts, aucune unité supplémentaire ne fut construite.

## Contexte: rivalité navale, révoltes, et cultures d'exportation

### Course aux armements entre l’Argentine et le Chili
| Année                                                                             | Bâtiment (type)                                                    | Année | Bâtiment (type)                           |
| --------------------------------------------------------------------------------- | ------------------------------------------------------------------ | ----- | ----------------------------------------- |
| 1887                                                                              | Capitán Prat (CPD) Presidente Errázuriz (CP) Presidente Pinto (CP) | 1896  | O'Higgins (CC)                            |
| 1888                                                                              | Libertad (CPD) Independencia (CPD)                                 | 1896  | San Martín (CC)                           |
| 1890                                                                              | Veinticinco de Mayo (CP)                                           | 1897  | Pueyrredón (CC)                           |
| 1891                                                                              | Nueve de Julio (CP)                                                | 1898  | General Belgrano (CC)                     |
| 1892                                                                              | Blanco Encalada (CP)                                               | 1901  | Rivadavia (CC) Mariano Moreno (CC)        |
| 1894                                                                              | Buenos Aires (CP)                                                  | 1901  | Constitución (CPD) Libertad (CPD)         |
| 1895                                                                              | Esmeralda (CC) Ministro Zenteno (CP)                               | 1901  | Deux cuirassés, potentiellement commandés |
| 1895                                                                              | Garibaldi (CC)                                                     | 1901  | Chacabuco (CP)                            |
| CPD: cuirassé pré-dreadnought; CP: Croiseur protégé; CC: Croiseur cuirassé        |                                                                    |       |                                           |
| Statistiques compilées à partir de: Scheina, Naval History, p. 46 à 51, 297 à 299 |                                                                    |       |                                           |

Les revendications de l’Argentine et du Chili sur la Patagonie, la région la plus méridionale de l'Amérique du Sud, étaient à l'origine de tensions entre les deux pays depuis les années 1840. Cette tension se renforça en 1872 et 1878, lorsque les navires de guerre chiliens saisirent des navires marchands qui avaient été autorisés à circuler dans la zone contestée par le gouvernement argentin. Un navire de guerre argentin fit de même envers un navire américain disposant d’une autorisation chilienne en 1877. Cette action mena presque à la guerre en novembre 1878, lorsque les Argentins dépêchèrent une escadre de navires de guerre sur la rivière Santa Cruz. La marine chilienne répondit de la même façon, et la guerre fut évitée par la signature à la hâte d’un traité. Chaque gouvernement eut d’autres préoccupations au cours des années suivantes, en Argentine avec l'intensification des opérations militaires contre la population indigène (1870-1884), et au Chili avec la guerre du Pacifique (1879-1883) contre la Bolivie et le Pérou. Pourtant, plusieurs navires de guerre furent commandés par les deux nations : les Chiliens commandèrent un croiseur protégé, l’Esmeralda, tandis que les Argentins passèrent un contrat pour deux navires de guerre, un cuirassé à coque en fer à batterie centrale, l’Almirante Brown et un croiseur protégé le ARA Patagonia.
En 1887, le gouvernement chilien ajouta 3 129 500 £ à son budget pour sa flotte, à l'époque encore centrée sur deux cuirassés vieillissants à batterie centrale, l’Almirante Cochrane et le Blanco Encalada, datant des années 1870. Ils commandèrent le cuirassé Capitán Prat, deux croiseurs protégés, et deux torpilleurs; leurs quilles furent posées en 1890. Le gouvernement argentin répondit rapidement avec une commande de deux cuirassés, l’Independencia et le Libertad, entamant une course aux armements navals entre les deux pays. Elle continua tout au long des années 1890, même après la coûteuse guerre civile chilienne (1891). Les deux pays alternèrent les commandes de croiseurs entre 1890 et 1895, chacune marquant une petite augmentation des capacités par rapport au navire précédent. L’Argentine intensifia la course en juillet 1895 par l'achat d'un croiseur cuirassé, le Garibaldi, à l'Italie. Le Chili répondit en commandant son propre croiseur cuirassé, l’O'Higgins, et six torpilleurs ; le gouvernement argentin commanda rapidement un autre croiseur cuirassé à la société d'ingénierie italienne Ansaldo et plus tard en commanda deux de plus.
La course ralentit pendant quelques années après qu’un différend frontalier dans la région de Puna de Atacama fut résolu avec succès par une médiation en 1899 de William Paine Lord, ambassadeur américain en Argentine, mais de nouveaux navires furent commandés par les deux pays en 1901. La marine argentine acheta deux autres croiseurs cuirassés à l'Italie, et la marine chilienne répondit avec des commandes de deux cuirassés pré-dreadnought de la classe Constitución aux chantiers navals britanniques. Les Argentins répondirent en signant des lettres d'intention avec Ansaldo en mai 1901 pour acheter deux cuirassés plus grands.
Le conflit inquiétait, de plus en plus, les membres du gouvernement britannique, car la guerre devenait une possibilité très réelle, et un conflit armé perturberait les importants intérêts commerciaux britanniques dans la région. L’Argentine et le Chili importaient tous les deux des marchandises britanniques, tandis que le Royaume-Uni importait de grandes quantités de céréales d’Argentine, la plupart expédiées par la River Plate, et de nitrates du Chili. Le gouvernement britannique entama une médiation entre les deux pays via leur envoyé au Chili. Celle-ci fut conclue par trois pactes le 28 mai 1902. Le troisième limitait les armements navals des deux pays ; il les empêchait d'acquérir d'autres navires de guerre pendant cinq ans sans un préavis de dix-huit mois. Les navires de guerre en construction furent vendus au Royaume-Uni et au Japon : les cuirassés du Chili devinrent l'ancienne classe Swiftsure et les croiseurs blindés de l'Argentine formèrent la classe Kasuga. On ne sait pas si les deux cuirassés argentins prévus avaient été commandés, mais dans tous les cas, les plans furent rapidement sabordés. Le Capitán Prat, le Garibaldi et le Pueyrredón furent désarmés à l'exception de leurs principales batteries, car il n'y avait pas de grue capable d’enlever les tourelles des canons des croiseurs.

### Déclin du Brésil et réémergence
La marine brésilienne tomba en ruine et fut frappée de désuétude après la révolution de 1889, qui déposa l'empereur Dom Pierre II, deux révoltes navales (1891 et 1893 à 94), la révolution fédéraliste (1893-1895) et la guerre de Canudos (1896 à 1897). La marine disposait de 45 % de son personnel en 1896, et les seuls navires blindés modernes étaient deux petits navires de défense côtière lancés en 1898. Avec de telles défenses délabrées, José Paranhos Jr. , baron de Rio Branco et ministre des Affaires étrangères du Brésil, déclara: « Dans ces conditions, vous… comprenez combien je suis bouleversé et tous les soucis que j'ai. Tout ce qui protège encore le Brésil est la force morale et l’ancien prestige encore présent [de l'époque impériale] quand il y avait encore quelque prévoyance dans ce pays... ».

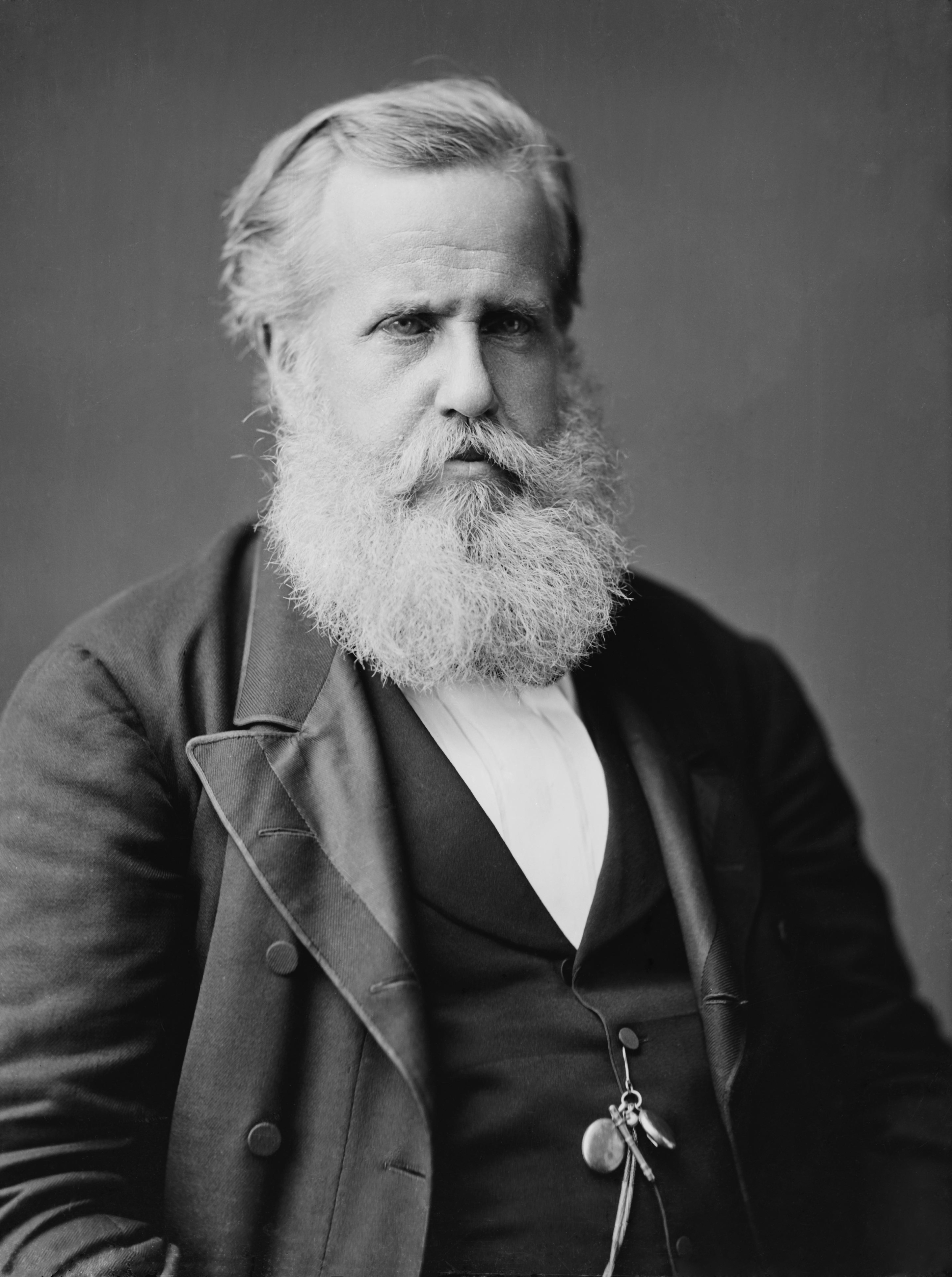
Pierre II, empereur du Brésil, fut déposé par une révolution sans effusion de sang en 1889. On le voit ici en 1876, à l’âge de 51 ans.

Pendant ce temps, bien que l'accord argentino-chilien eût limité leur expansion navale, les deux pays conservaient encore de nombreux navires construits dans l'intervalle, de sorte qu’à l’aube du XXe siècle, la marine brésilienne arrivait loin derrière ses homologues argentine et chilienne en qualité et en tonnage total. L’énorme avantage du Brésil résidait dans sa population, elle était près de trois fois plus importante que celle de l'Argentine, près de cinq fois celle du Chili, et représentant près du double des deux populations combinées. Cela conduisit le gouvernement brésilien à croire qu'il devrait assumer le rôle de chef de file dans les affaires navales du continent.
La demande de café et de caoutchouc à la fin du XIXe siècle et au début du XXe siècle conduisit le Brésil à ce qu'on appela « l'économie du café » et le « boom du caoutchouc ». À l'époque, on estimait que 75 à 80 % de l'approvisionnement en café du monde provenait du Brésil, en particulier de São Paulo, de Minas Gerais, et de Rio de Janeiro. Les bénéfices résultants signifiaient que le gouvernement brésilien recueillait des revenus beaucoup plus importants que les années précédentes. En même temps, il y eut un effort de la part des politiciens brésiliens de premier plan, notamment de Pinheiro Machado et de Rio Branco, de voir le pays reconnu comme une puissance internationale. Une marine forte était considérée comme un élément crucial pour cet objectif.
Le Congrès national du Brésil adopta un grand programme d'acquisition navale le 14 décembre 1904, mais il fallut deux ans avant que les navires ne soient commandés ou achetés, et tandis que Rio Branco suggéra l'achat de navires de guerre d’occasion pour combler le fossé, rien ne vint. En 1906, deux factions avaient choisi quels types de navire devaient être commandés. La première, soutenue par la société d'armement britannique Armstrong Whitworth (qui finalement reçut la commande), favorisait une marine centrée sur un petit nombre de grands navires de guerre. L'autre, soutenue par Rio Branco, préférait une marine plus grande composée de petits navires de guerre. Rio Branco, à l'appui de cette mesure, déclara qu’ « avec six petits cuirassés, nous serions beaucoup mieux. Si nous en perdions un ou deux dans une bataille, il y en resterait encore quatre ou cinq pour continuer à se battre. Mais avec trois gros cuirassés, avec deux endommagés ou détruits, il nous en resterait seulement un ».
Au début, la faction des petits navires de guerre prévalait. Après que la loi no 1452 fut adoptée le 30 décembre 1905, qui allouait 4 214 550 £ pour la construction de nouveaux bâtiments de guerre (dont 1 685 820 £ en 1906), trois petits cuirassés, trois croiseurs cuirassés, six destroyers, douze torpilleurs, trois sous-marins, un charbonnier, et un navire-école furent commandés. Bien que plus tard, le gouvernement brésilien ait supprimé les croiseurs blindés pour des raisons budgétaires, le ministre de la Marine, l'amiral Júlio César de Noronha, signa un contrat avec Armstrong Whitworth pour les cuirassés prévus le 23 juillet 1906.
L'ambassadeur britannique au Brésil était opposé à l'expansion navale prévue, même si les commandes étaient passées à une société britannique, à cause de son coût énorme et ses effets négatifs sur les relations entre le Brésil et l'Argentine. Il la considérait comme « un mode de réalisation de la vanité nationale, combinée à des motifs personnels à caractère pécuniaire ». L'ambassadeur américain au Brésil était alarmé et envoya un télégramme au département d'État américain en septembre 1906, l’avertissant de la déstabilisation qui se produirait si la situation dégénérait en une folle course aux armements navals. En même temps, le gouvernement américain de Theodore Roosevelt essaya d'utiliser des moyens diplomatiques pour contraindre les Brésiliens à annuler leurs commandes de navires, mais ces tentatives échouèrent, le baron de Rio Branco faisant remarquer que les exigences américaines rendraient le Brésil aussi impuissant que Cuba, dont la nouvelle constitution permettait au gouvernement américain d'intervenir dans les affaires cubaines. Le nouveau président du Brésil, Afonso Pena, soutint les acquisitions navales dans un discours au Congrès national du Brésil en novembre 1906. De son point de vue, ces navires étaient nécessaires pour remplacer l'Aquidaba, qui avait explosé de façon inattendue cette année-là, et les navires vétustes qui composaient la flotte d’alors.

## Catalyseur: ouverture de la salve du Brésil
Après que la construction des trois petits cuirassés eut commencé, le gouvernement brésilien réexamina sa commande et la conception choisie pour le cuirassé (quelque chose qui se passera encore plusieurs fois au cours de la construction du Rio de Janeiro en 1913). Ceci fut la conséquence de la bataille de Tsushima entre Russes et Japonais, qui conduisit les marines à penser que les canons de gros calibre étaient nécessaires, et des débuts du nouveau concept de dreadnought britannique, représenté par la construction étonnamment rapide et la mise en service du navire éponyme HMS Dreadnought en 1906, qui rendit les navires brésiliens obsolètes avant même leur achèvement.
L'argent alloué à l'expansion navale en 1905 fut affecté à la construction de trois cuirassés dreadnoughts (la construction du troisième devant être lancée après que le premier fut mis à l'eau), trois croiseurs éclaireurs (plus tard réduits à deux, qui formèrent la classe Bahia), quinze destroyers (plus tard réduits à dix, de la classe Pará), trois sous-marins (classe F1), et deux ravitailleurs de sous-marins (plus tard réduits à un, le Ceará). Cette décision fut prise avec le soutien très large des politiciens brésiliens, dont Pinheiro Machado, et un vote quasi unanime au Sénat. Elle reçut aussi le soutien du contre-amiral Alexandrino Faria de Alencar, ministre de la Marine; alors un avocat des grands navires, et de la presse brésilienne. Cependant, ces modifications furent apportées sous la contrainte que le prix total du nouveau programme naval ne dépasse pas la limite budgétaire fixée initialement, si bien que l'augmentation du tonnage des cuirassés fut achetée en renonçant aux croiseurs cuirassés et en diminuant le nombre de destroyers. Les trois cuirassés dont la construction avait commencé furent mis au rebut à partir du 7 janvier 1907 et la conception des nouveaux cuirassés fut approuvée le 20 février. Les journaux commencèrent à parler de la commande des navires brésiliens en mars et Armstrong posa la quille du premier dreadnought le 17 avril. La commande complète, incluant les trois cuirassés et deux croiseurs, fut rapportée par le New York Herald, le Daily Chronicle, et le Times plus tard dans l’année.
La commande brésilienne pour ce que les commentateurs contemporains appelaient « les cuirassés les plus puissants au monde » vint à un moment où peu de pays dans le monde avaient commandé un tel armement. Le Brésil était le troisième pays à avoir un dreadnought en construction, après le Royaume-Uni, avec le Dreadnought et la classe Bellerophon, et les États-Unis, avec la classe South Carolina. Cela signifiait que le Brésil était en ligne pour avoir un dreadnought avant que plusieurs puissances mondiales , comme la France, l'Empire allemand, l'Empire russe et l'empire du Japon. Comme les dreadnoughts furent rapidement assimilés à un statut international, un peu semblable aux armes nucléaires aujourd'hui, quel que soit le besoin d'un État pour un tel équipement, il suffisait de commander et de posséder un dreadnought pour que le prestige du propriétaire augmentât, cette commande causa de grands remous dans les relations internationales.
Les journaux et revues du monde entier spéculèrent sur le fait que le Brésil agissait comme un homme de paille pour un pays plus puissant qui prendrait possession des deux cuirassés peu de temps après l'achèvement, car ils ne croyaient pas qu'une puissance géopolitique auparavant insignifiante pût commander un tel armement. De nombreuses sources américaines, britanniques, allemandes accusèrent diversement les gouvernements américain, britannique, allemand ou japonais de comploter secrètement pour acheter les navires. Le World's Work faisait remarquer :
« La question qui laissait perplexe les diplomates du monde entier est la raison pour laquelle le Brésil voudrait des féroces Léviathans de cette taille et avec cet armement et cette vitesse qui le placeraient dix à quinze ans en avance de toute autre nation à l’exception de la Grande-Bretagne. [...] Bien que le Brésil eût nié que ceux-ci fussent destinés à l'Angleterre ou au Japon, les marins de toutes les nations soupçonnaient qu'ils étaient destinés à un gouvernement autre que le Brésil. En cas de guerre, le gouvernement, qui le premier sécuriserait ces navires ... placerait immédiatement les chances de la suprématie navale en sa faveur. L’Angleterre, quel que soit le nombre de Dreadnoughts en sa possession, serait obligé de les acheter pour les empêcher de tomber dans les mains d’une puissance moindre. Ils apportaient un nouveau sujet de politique internationale. Ils pourraient être le fer de lance d'une grande flotte qu’un gouvernement d’un pays mineur affirme se préparer à construire; ou être en attente d’un sponsor. Une main machiavélique pourrait être à l'œuvre dans ce nouveau jeu de politique internationale et l'Amirauté britannique est soupçonnée. Mais tout homme d'État et étudiant de la navale peut se faire sa propre idée. »
De l'autre côté de l'Atlantique, au milieu de la course aux armements marins anglo-allemande, les parlementaires de la Chambre des communes britannique se préoccupaient des destinations possibles des cuirassés, bien que l'Amirauté eût toujours déclaré qu'elle ne croyait pas à une vente. De la mi-juillet à septembre 1908, les Communes discutèrent de l'achat des navires pour renforcer la marine royale et veiller à ce qu'ils ne soient pas vendus à un rival étranger, ce qui perturberait le plan naval britannique mis en place, régi par le « standard de la double puissance », bien qu’en mars et à la fin de juillet 1908, le gouvernement brésilien nia officiellement qu’une vente était prévue. En mars 1909, la presse britannique et la Chambre des communes commencèrent à pousser pour plus de dreadnoughts après que le premier lord de l'Amirauté, Reginald McKenna, ait affirmé que l'Allemagne intensifiait son programme de construction et terminerait treize dreadnoughts en 1911, quatre de plus que précédemment estimé. Naturellement, le sujet de l'achat des cuirassés brésiliens déjà en cours de construction fut soulevé, et McKenna dut nier officiellement que le gouvernement avait l'intention de déposer une offre pour les navires de guerre. Il déclara également que la vente à une nation étrangère serait sans conséquence, car « notre supériorité actuelle en 1909-1910 est si grande qu'aucune crainte n’apparaîtrait dans l'esprit du Conseil de l'amirauté ».
Malgré la pléthore de rumeurs, le gouvernement brésilien n'avait pas l'intention de vendre ses navires. Les cuirassés eurent un rôle important dans le but de Rio Branco d'élever le statut international du Brésil:
« Le Brésil commença à ressentir l'importance de son excellente position, du rôle qu'il pouvait jouer dans le monde, et prit des mesures en rapport avec cette réalisation. La construction de son bâtiment de guerre est en rapport avec son attitude à La Haye, et n’est pas une partie mais une partie intégrante, et non pas d'un effort vaniteux de sa position, mais d'une conception juste de son avenir. Le docteur Ruy Barboza n’opposa pas les détails de la représentation au tribunal arbitral international en dépit de l’antipathie pour les États-Unis, mais parce qu'il croyait que la souveraineté du Brésil était au moins aussi importante que celle de toute autre nation souveraine, et parce qu'il était convaincu que la représentation inégale à ce tribunal se traduirait par la création de «catégories de souveraineté », chose tout à fait opposée à la philosophie de l’égalité des droits souverains. Le Brésil chercha à démontrer sa souveraineté dans le droit international, ses discours, et sa marine. »

## Réponse de l’Argentine et du Chili
L'Argentine fut extrêmement alarmée par le mouvement brésilien, et elle changea sa position pour annuler les mois restants sur les restrictions navales contenues dans le pacte de 1902 avec le Chili. En novembre 1906, le ministre des Affaires étrangères de l'Argentine, Manuel Augusto Montes de Oca, fit remarquer qu’un seul des nouveaux navires brésiliens pourrait détruire l’intégralité des flottes de l'Argentine et du Chili. En dépit de l'hyperbole apparente, sa déclaration, faite avant que le gouvernement brésilien ne modifiât sa commande pour des dreadnoughts, finit par être proche de la vérité : en 1910, les nouveaux navires de guerre brésiliens étaient apparemment plus puissants que tout autre navire dans le monde, et encore plus qu’un quelconque navire des flottes argentine ou chilienne. Dans cet esprit, le Journal of the American Society of Naval Engineers était d'avis que le maintien de l'ancienne classe Libertad ou Capitán Prat (respectivement) était alors un gaspillage d'argent.
L'alarme du gouvernement argentin continua avec le successeur de de Oca, Estanislao Zeballos. En juin 1908, Zeballos présenta un plan au Congrès argentin où il offrait au gouvernement brésilien une chance de donner un de ses deux cuirassés inachevés à l'Argentine. Cela aurait permis aux deux pays d’avoir l’opportunité de profiter d’une parité navale relative. En cas de refus des Brésiliens, Zeballos avait prévu de lancer un ultimatum : s’ils ne s’y conformaient pas dans les huit jours, l'armée de terre argentine mobilisée envahirait, ce que les ministres de l'armée et de la marine affirmaient, un Rio de Janeiro sans défense. Malheureusement pour Zeballos, son plan fut divulgué dans les médias, et les protestations des citoyens - les Argentins apparurent ne pas être en faveur du gouvernement qui empruntait beaucoup d’argent pour mobiliser l'armée et aller vers la guerre - entrainèrent sa démission.
Le gouvernement argentin était également profondément préoccupé par l'effet possible sur l’important commerce d'exportation du pays, car un blocus brésilien de l'entrée du Río de la Plata paralyserait l'économie argentine. L'acquisition de cuirassés afin de se maintenir sur un pied d'égalité avec le Brésil serait, selon les mots de l'amiral argentin supervisant les cuirassés de son pays alors en cours de construction, d'éviter une « prépondérance de la puissance de l'autre bord, où une rafale soudaine du sentiment populaire ou de l'orgueil blessé pourrait faire [d’un blocus] une arme dangereuse contre nous ».
Les deux pays firent face à des difficultés pour financer leurs propres cuirassés. Bien qu'en Argentine, le Parti autonomiste national au pouvoir soutînt les achats, ils furent d'abord confrontés à la résistance du public pour de telles acquisitions coûteuses. Un afflux d'éditoriaux incendiaires de journaux soutenant de nouveaux cuirassés, en particulier de La Prensa, et les différends frontaliers renouvelés, des affirmations brésiliennes que le Argentins tentaient de rétablir la vice-royauté du Río de la Plata, influencèrent le public pour soutenir ces achats. Le président argentin, José Figueroa Alcorta, tenta d'apaiser les tensions avec un message avertissant les Brésiliens qu'une course aux armements navals s’ensuivrait s’ils continuaient sur leur lancée. Le gouvernement brésilien répondit avec un raisonnement similaire au discours de Pena en 1906, qu'ils pensaient que les bâtiments étaient nécessaires pour remplacer les équipements désuets laissés par la longue négligence de la marine brésilienne, et ils insistèrent à plusieurs reprises sur le fait que les navires n’étaient pas destinés à un usage contre l'Argentine.
En août, un projet de loi autorisant la Marine argentine à acquérir trois cuirassés fut adoptée par la Chambre des députés par 72 voix contre 13. Trois mois plus tard, elle fut repoussée au Sénat après qu’il a approuvé un traité d'arbitrage et le gouvernement fit une dernière offre pour acheter l'un des deux cuirassés brésiliens actuellement en cours de construction. Le gouvernement brésilien refusa, si bien que le projet de loi fut reproposé et adopté par le Sénat le 17 décembre 1908 par quarante-neuf voix contre treize, les socialistes objectèrent que le pays avait besoin d'être peuplé et l’importante somme d'argent (14 000 000 £) pourrait être mieux dépensée dans d'autres secteurs.
Après que le gouvernement argentin eut envoyé une délégation navale en Europe pour solliciter et évaluer les offres des entreprises d'armement, il reçut des offres de quinze chantiers de cinq pays (États-Unis, Grande-Bretagne, Allemagne, France et Italie), et procéda à un appel d'offres. La délégation argentine rejeta toutes les offres à deux reprises, recyclant à chaque fois les meilleurs aspects techniques des conceptions présentées lors de l'élaboration des spécifications des nouveaux appels d'offres. La raison donnée au premier rejet fut l'apparition du premier super-dreadnought, l’HMS Orion. Pourtant, les chantiers navals étaient furieux, car le processus de conception d'un grand navire de guerre avait pris beaucoup de temps et d'argent, et ils estimaient que la tactique argentine révélait leurs secrets commerciaux. Un architecte naval britannique publia une condamnation cinglante de la tactique argentine, mais seulement après que les contrats ne furent pas attribués à une société britannique :
« On peut supposer que les cuirassés britanniques incarnent de bonnes idées et de bonnes pratiques et selon toute probabilité, les meilleures. Celles-ci ne pouvaient pas, à un degré plus ou moins grand, ne pas faire partie de la conception que le chantier naval britannique soumit initialement au gouvernement argentin. Dans la seconde demande d'estimation, il peut être présumé que tout ce qui était bon dans les premières propositions avait été assimilé par les autorités argentines et fut demandé dans la nouvelle demande. Cette deuxième demande fut envoyée non seulement aux constructeurs britanniques, mais à tous les constructeurs du monde, et ainsi, il fut plus que très probable qu'une grave fuite d’idées et de pratique des navires britanniques fut diffusée à travers le monde par le gouvernement argentin... La troisième demande d'estimation qui fut envoyée montra à tous les constructeurs du monde ce qui avait été supprimé ou modifié dans la deuxième conception; et ainsi le processus de fuite de savoir-faire s’emballa joyeusement, et avec elle, le savoir-faire des constructeurs étrangers et du gouvernement argentin. »
Le chantier naval américain Fore River de Quincy remit l’offre la moins chère - en partie en raison de la disponibilité d'acier bon marché mais il fut accusé d’avoir coté à un prix non rentable, les navires agissant comme un produit d’appel - et obtint le contrat. Cela suscita plus de suspicion parmi les soumissionnaires européens, qui, avant, estimaient que les États-Unis n’étaient pas un concurrent, bien que l'Argentine commanda douze destroyers en Grande-Bretagne, en France et aux chantiers navals allemands pour amortir le choc. Ces soumissionnaires, ainsi que des journaux comme le Times de Londres, tournèrent leur colère vers le gouvernement américain qui sous la présidence de William Howard Taft, menait la « diplomatie du dollar » et avait poussé le département d'État à aller très loin pour obtenir les contrats. Leurs réactions pouvaient avoir été justifiées : Taft se vantait dans son discours sur l’état de l'Union en 1910 que la commande des dreadnoughts argentins avait été attribuée à des constructeurs américains « en grande partie grâce aux bons offices du département d'État ».

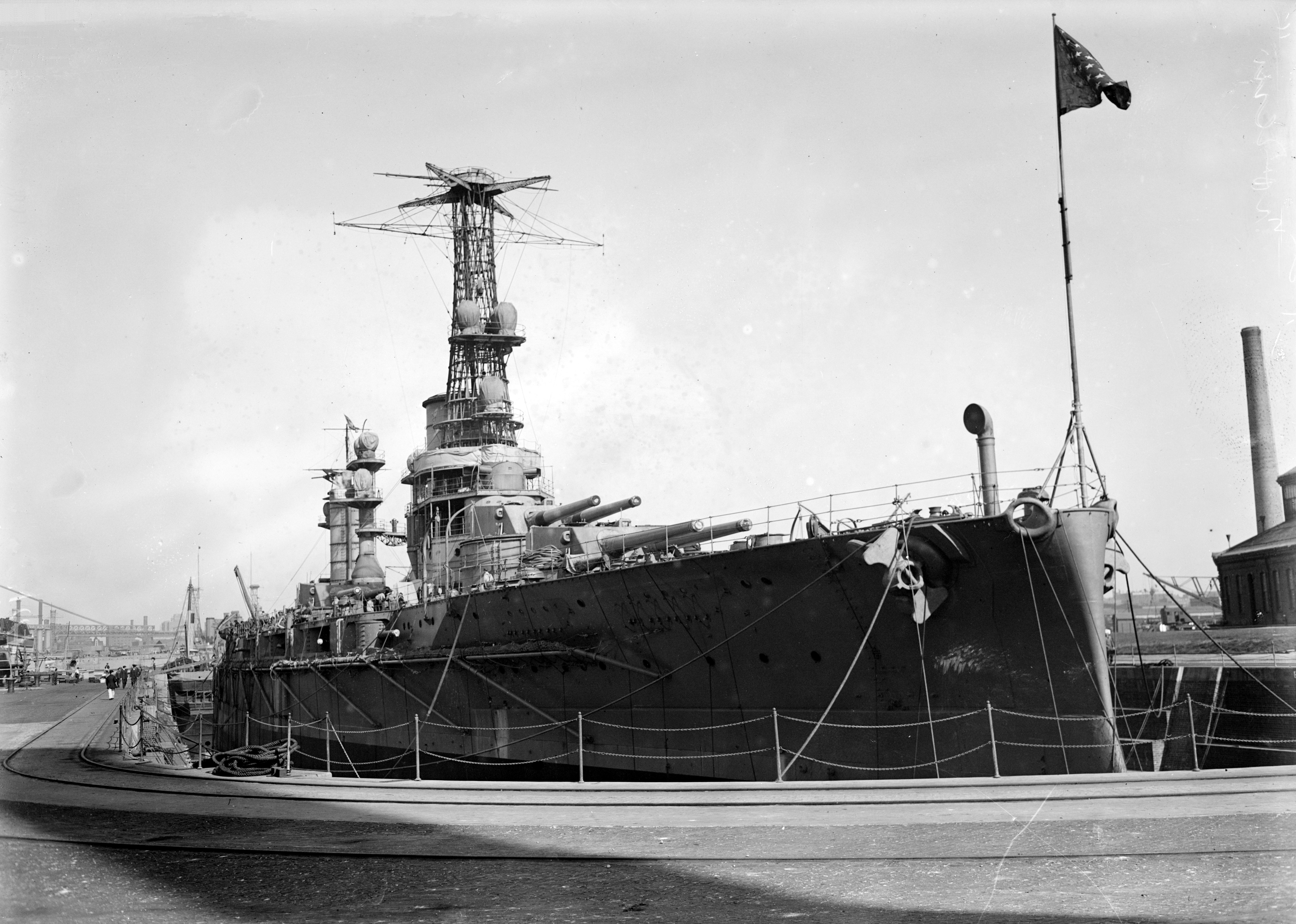
Le Moreno en train d’être peint en cale sèche au chantier naval de Brooklyn, en octobre 1914.

Le contrat argentin incluait une option pour un troisième dreadnought dans le cas où le gouvernement brésilien respecterait ses obligations contractuelles d'en commander aussi un troisième. Deux journaux, La Prensa et Nación Argentina, plaidèrent fortement en faveur d'un troisième navire ; ceux-ci lancèrent même une pétition pour recueillir des fonds pour un nouveau cuirassé. Le ministre américain, Charles H. Sherrill, alors en Argentine, télégraphia aux États-Unis que « cette rivalité de journaux promettait la conclusion rapide d'un mouvement qui signifie la commande d’un troisième cuirassé financé par souscription publique ou par des fonds publics ». Le 31 décembre 1910, le gouvernement argentin se prononça contre la construction du navire, après que Roque Sáenz Peña, qui avait imploré le Brésil de mettre fin à la coûteuse course navale, fut élu à la présidence. De plus, la raison d’être du troisième dreadnought argentin, le troisième dreadnought brésilien, avait déjà été remise en cause à plusieurs reprises.
Le gouvernement chilien reporta ses plans navals après la dépression financière provoquée par le tremblement de terre de Valparaíso de 1906 et la chute drastique du marché du nitrate en 1907, mais ces problèmes économiques n’étaient pas suffisants pour les empêcher de contrer les dreadnoughts achetés par l’Argentine, son rival traditionnel. Alors que la préoccupation principale de l'Argentine était le Brésil, le Chili souhaitait également répondre aux acquisitions militaires du Pérou.
L'argent pour un programme de construction navale fut alloué en 1910. Bien que le gouvernement chilien eût sollicité des offres de plusieurs sociétés d'armement, la quasi-totalité pensait qu'une société britannique allait gagner le contrat ; l'attaché naval américain estimait, qu’à moins d'une révolution, les contrats étaient destinés au Royaume-Uni. La marine chilienne avait cultivé des liens étroits avec la marine royale britannique depuis les années 1830, lorsque des officiers de la marine chilienne furent admis sur les navires britanniques afin de recevoir une formation et d’acquérir de l'expérience qu'ils pourraient ramener dans leur pays. Cette relation avait été récemment renforcée quand une mission navale britannique avait été demandée par le Chili et envoyée en 1911. Pourtant, les gouvernements américain et allemand tentèrent de faire pencher la balance de leur côté en envoyant des navires de guerre modernes (respectivement l'USS Delaware et le SMS Von der Tann) dans les ports chiliens. Leurs efforts furent vains, et la conception présentée par Armstrong Whitworth fut choisie le 25 juillet 1911.

### Autres marines
D'autres marines d'Amérique du Sud, ayant des ressources limitées et peu d'expertise dans la mise en œuvre de grands navires de guerre, n’étaient pas en état de répondre. La marine péruvienne, quatrième plus grande du continent, fut décimée durent la campagne navale de la guerre du Pacifique contre le Chili (1879-1883). Il fallut au gouvernement péruvien plus de vingt ans pour commander de nouveaux navires de guerre de la classe Almirante Grau (l'Almirante Grau et le Coronel Bolognesi, les croiseurs de reconnaissance livrés en 1906 et 1907). Il leur fut adjoint deux sous-marins et un destroyer, commandés à la France. L’Almirante Grau ne devait être le fleuron de la flotte que jusqu'à ce qu'un navire plus puissant fût acheté ; avec le Coronel Bolognesi, ils devaient être les « pionniers » d'une marine moderne. Les comptes rendus signalèrent en 1905 que cette nouvelle flotte serait composée de trois cuirassés pré-dreadnoughts de la classe Swiftsure, de trois croiseurs cuirassés, de six destroyers, et de nombreux petits navires de guerre, tous acquis dans le cadre d'un plan de dépenses de 7 millions de dollars sur neuf ans.
Aucun de ces plans ne porta ses fruits. L’expansion ne vint qu’en 1912, lorsque la marine péruvienne conclut un accord pour acquérir le croiseur blindé français obsolète, le Dupuy-de-Lôme, pour trois millions de francs. Le gouvernement péruvien paya l'un des trois versements prévus, mais l'achat fut critiqué au Pérou car il n’était pas en mesure de modifier le rapport de force avec le Chili. Quand l’achat potentiel d’un croiseur en Équateur échoua, les Péruviens arrêtèrent de payer pour le navire, qui fut ensuite converti en navire marchand et démantelé en 1923.
D'autres marines d'Amérique du Sud ajoutèrent également des navires plus petits à leurs forces navales durant la même période. La marine uruguayenne acquit une canonnière de 1 422 t en 1910, tandis que la marine vénézuélienne acheta un ancien croiseur protégé espagnol de 1 143 t, le Mariscal Sucre (en), aux États-Unis en 1912. La marine équatorienne ajouta un torpilleur chilien à sa flotte en 1907, en complément de sa flotte de deux avisos jaugeant chacun environ 810 tonnes, deux petits steamers, et un navire mineur de la garde côtière.

## Résultats: construction et essais de nouveaux navires de guerre

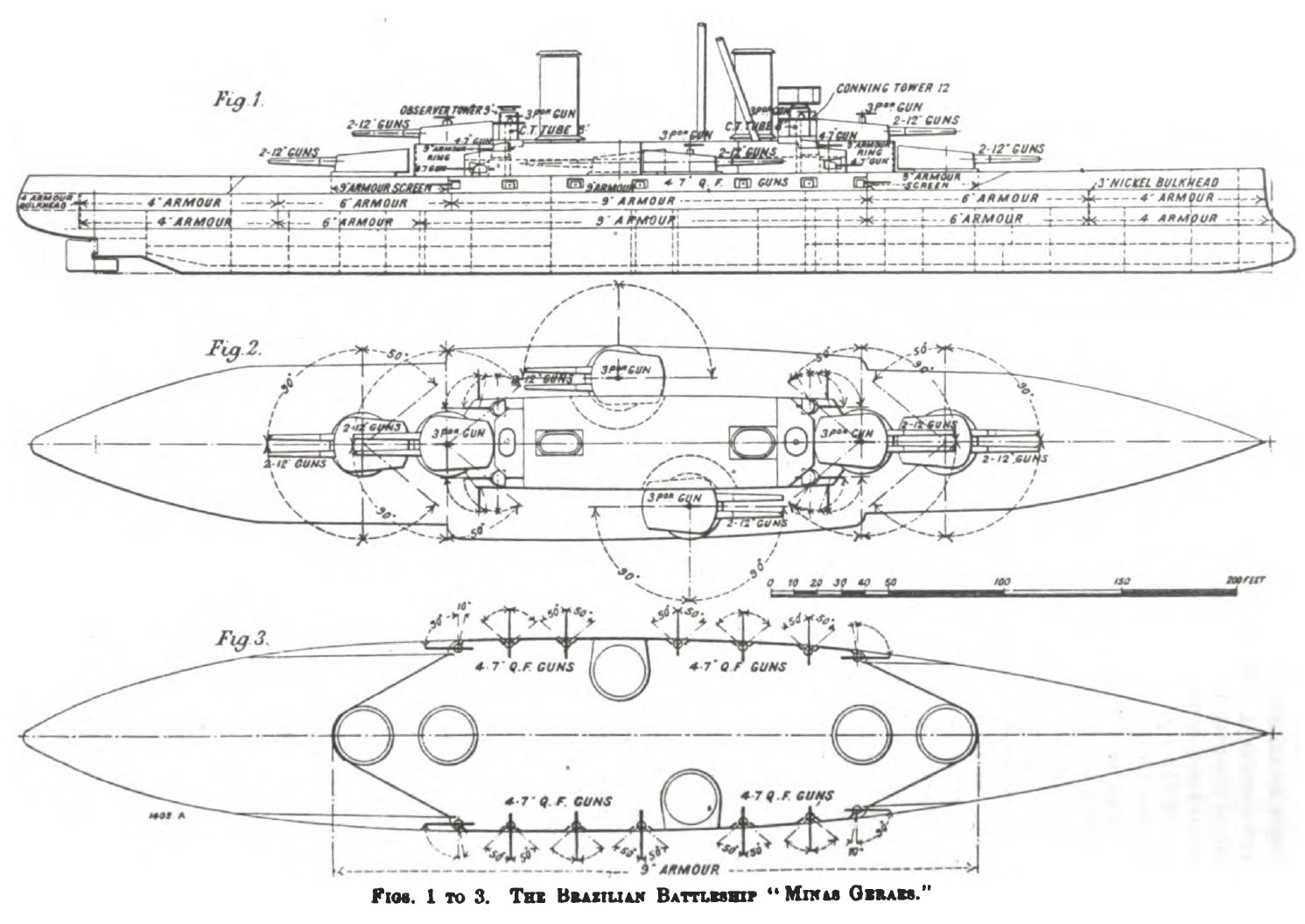
Plans de la classe Minas Geraes, montrant les épaisseurs de blindage (fig. 1) et les débattements théoriquement possibles des batteries principales et secondaires (fig. 2 et 3).

La quille du Minas Geraes brésilien, le navire de tête, fut posée par Armstrong le 17 avril 1907, alors que son navire-jumeau le São Paulo suivi le même chemin treize jours plus tard chez Vickers. L’achèvement de la coque partielle nécessita de lancer le Minas Geraes. Il fut retardé au 10 septembre 1908, par une grève de cinq mois. Le São Paulo le suivit le 19 avril 1909. Les deux furent baptisés devant une foule importante par l’épouse de Francisco Régis de Oliveira, l'ambassadeur du Brésil au Royaume-Uni. Après l’aménagement, la période suivant le lancement d'un navire de guerre où celui-ci est achevé, le Minas Geraes fut soumis à plusieurs essais en mer de vitesse, d'endurance, d'efficacité ainsi que d’essais de son armement en septembre, dont ce qui fut à l'époque la plus lourde bordée jamais tirée par un navire de guerre. Le Minas Geraes fut achevé et remis au Brésil le 5 janvier 1910. Les essais prouvèrent que le souffle des tourelles superposées supérieures ne blesserait pas les membres d'équipage dans les tourelles inférieures. Le navire lui-même réussit à atteindre 21,432 nœuds. (39,692 km/h à une puissance théorique de 27 212 ch. Le São Paulo suivit son navire jumeau en juillet, après ses propres essais à la fin du mois de mai, où le navire atteignit 21,623 nœuds (40,046 km/h) à une puissance théorique de 28 645 ch.
Le Rivadavia de l'Argentine fut construit dans le chantier naval Fore River de Quincy au Massachusetts. Comme prévu dans le contrat final, le Moreno fut sous-traité à la New York Shipbuilding Corporation dans le New Jersey. L'acier pour les navires fut en grande partie fourni par la société Bethlehem Steel de Pennsylvanie. La quille du Rivadavia fut posée le 25 mai 1910, cent ans après la mise en place du premier gouvernement argentin indépendant, la Première Junte, et le navire fut lancé le 26 août 1911. La quille du Moreno fut posée le 10 juillet 1910 et il fut lancé le 23 septembre 1911. La construction des deux navires prit plus de temps que d'habitude, et il y eut de nouveaux retards au cours de leurs essais en mer lorsqu'une des turbines du Rivadavia fut endommagée et l'une des turbines du Moreno tomba en panne. Les deux furent officiellement achevés seulement en décembre 1914 et février 1915. Même le départ de Moreno fut marqué par des accidents, le navire coula une barge et s’échoua à deux reprises.
L’Almirante Latorre du Chili fut lancé le 27 novembre 1913. Après le déclenchement de la Première Guerre mondiale en Europe, les travaux sur l’Almirante Latorre furent arrêtés en août 1914, et il fut officiellement acheté le 9 septembre après que le cabinet britannique l’eut recommandé quatre jours plus tôt. L’Almirante Latorre ne fut pas saisi de force comme les Reşadiye et Sultân Osmân-ı Evvel (ex-Rio de Janeiro) ottomans, deux autres navires en cours de construction pour une marine étrangère. Ceci fut le résultat de la neutralité bienveillante du Chili envers le Royaume-Uni. Les Britanniques avaient besoin de maintenir cette relation en raison de leur dépendance à l'égard des importations de nitrate du Chili, qui étaient vitales pour l'industrie de l'armement britannique. L'ancien navire chilien, le plus grand navire construit par Armstrong à cette époque, fut achevé le 30 septembre 1915, et fut admis au service dans la marine royale britannique le 15 octobre, et y servit durant la Première Guerre mondiale. Les travaux sur l'autre cuirassé, l’Almirante Cochrane, furent aussi arrêtés après le déclenchement de la guerre. Les Britanniques achetèrent la coque incomplète le 28 février 1918 pour la convertir en un porte-avions, car la coque de l’Almirante Cohrane était la seule large et rapide qui était immédiatement disponible et susceptible d'être modifiée pour en faire un porte-avions sans reconstruction majeure. La faible priorité et les conflits avec les travailleurs des chantiers navals ralentirent l'achèvement du navire ; il fut admis au service dans la Royal Navy sous le nom de HMS Eagle en 1924.

## Réciprocité: le Brésil commande de nouveau

### LeRio de Janeiro
Après que le premier dreadnought brésilien, le Minas Geraes, eut été lancé, le gouvernement brésilien commença une campagne prolongée pour supprimer le troisième dreadnought du contrat en raison du contrecoup de la révolte du fouet couplée au réchauffement des relations avec l'Argentine et pour des raisons économiques. Après beaucoup de négociations et les tentatives d'Armstrong pour contraindre le gouvernement brésilien à se tenir au contrat, les Brésiliens firent volte-face, en partie à cause des taux obligataires plus faibles qui permirent au gouvernement d'emprunter l'argent nécessaire. La quille du Rio de Janeiro fut posée en mars 1910.

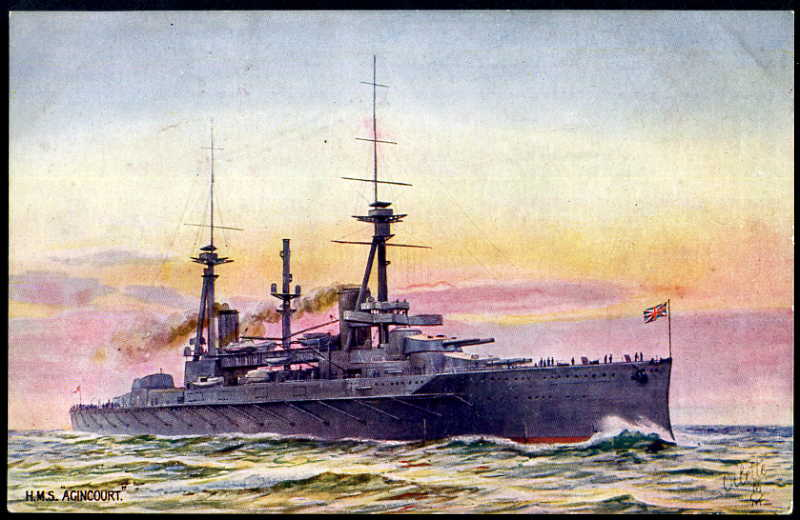
L’Agincourt représenté avant les modifications britanniques, qui comprenaient l'enlèvement du pont d’envol entre les cheminées représenté ici.

En mai, le gouvernement brésilien demanda à Armstrong d'arrêter le travail sur le nouveau navire de guerre et de présenter de nouvelles conceptions fondées sur les plus récents progrès de la technologie navale, les super-dreadnoughts. Eustace Tennyson-d'Eyncourt servit d’agent de liaison d'Armstrong au Brésil. L'Encyclopædia Britannica de 1911 spécifiait que cette conception avait 200 m de long, jaugeait 33 000 t, et disposait de douze canons de 14 pouces et coûtait près de 3 000 000 livres. Les nombreuses demandes faites par la marine brésilienne pour des modifications mineures retardèrent la signature du contrat jusqu'au 10 octobre 1910 et la pose de la quille du cuirassé fut retardée en outre par un conflit du travail avec la Worshipful Company of Shipwrights (en), qui conduisit à un lock-out. Pendant ces ajournements, un nouveau ministre de la Marine, l'amiral Marques Leão, fut nommé pour remplacer de Alencar, un développement important car le contrat stipulait que la conception devait être soumise à l'approbation du ministre. Une fois encore, cependant, la marine brésilienne se trouva déchirée entre deux écoles de pensée : Leão et d'autres dans la marine en faveur d'un retour au canon de 12 pouces, mais d'autres, dirigés par le ministre sortant de la Marine (de Alencar) et le chef de la commission de la marine brésilienne au Royaume-Uni (le contre-amiral Duarte Huet de Bacelar Pinto Guedes), étaient fortement en faveur de l'obtention du navire avec le plus puissant armement, dans ce cas, une conception élaborée par Bacellar, comportant huit canons de 16 pouces, six pouces canons de 9,4 pouces, et quatorze canons de 6 pouces.
D'Eyncourt, qui avait quitté le Brésil en octobre immédiatement après la signature du contrat, y retourna en mars 1911 pour montrer les différentes options de conception possible à la marine brésilienne. Armstrong pensa évidemment que la deuxième faction aurait le dessus, alors il prit avec lui tout le nécessaire pour conclure un accord sur la conception de Bacellar. À la mi-mars, les contacts d'Armstrong au Brésil rapportèrent que Leão avait convaincu le président récemment élu, Hermes Rodrigues da Fonseca, d’annuler la conception avec douze canons de 14 pouces en faveur d'un plus petit navire. La décision ne pouvait être créditée à Leão seul cependant. En effet, da Fonseca était déjà aux prises avec de multiples problèmes. Plus important encore, il dut faire face aux retombées d'une grande révolte navale en novembre 1910 (la révolte du fouet), qui avait vu trois des nouveaux navires tout juste achetés par la marine, et un vieux navire de défense côtière, se mutiner contre l'utilisation des châtiments corporels dans la marine.
Pour aggraver les choses, la charge des dreadnoughts combinée avec les remboursements de prêt et la détérioration de l'économie amena à des déficits budgétaires et à l’aggravation de la dette publique. La mesure du PIB du Brésil par habitant, passa de 718 $ en 1905 pour atteindre un sommet à 836 $ en 1911, avant de diminuer au cours des trois années suivantes à 780 $ en 1914 (en dollars internationaux de 1990). Il ne retrouva pleinement ses sommets qu'après la Première Guerre mondiale. Dans le même temps, la dette extérieure et intérieure du Brésil atteignit respectivement 500 et 335 millions de dollars (dollars contemporains) en 1913, en partie à cause de la hausse des déficits, qui étaient de 22 millions de dollars en 1908 et 47 millions de dollars en 1912. En mai, le président émit un commentaire négatif sur le nouveau navire :
« Quand je pris mes fonctions, je trouvais que mon prédécesseur avait signé un contrat pour la construction du cuirassé Rio de Janeiro, un navire de 32 000 tonnes, avec pour armement des canons de 14 pouces. Des considérations de toute nature soulignèrent les inconvénients de l'acquisition d'un tel navire et la révision du contrat dans le sens de la réduction du tonnage. Cela fut fait, et nous allons posséder un puissant bâtiment qui ne sera pas construit sur des lignes exagérées qui n'ont pas encore passé l'épreuve de l'expérience. »
D'Eyncourt évita probablement de proposer une conception avec des canons de 16 pouces quand il prit conscience de la situation politique. Lors de réunions avec Leão, des plans montrant seulement dix canons de 12 pouces montés sur la ligne médiane furent rapidement rejetés, même si leur bordée était aussi puissante que celle de la classe Minas Geraes, mais une conception avec pas moins de quatorze canons de 12 pouces émergea comme favorite. L’auteur David Topliss attribua cela à la nécessité politique, il pensait que le ministre de la Marine ne pouvait pas valider l'achat d'un dreadnought apparemment moins puissant que ceux de la classe Minas Geraes: comme les canons de plus gros calibre étaient exclus, le seul choix restant était un plus grand nombre de canons.

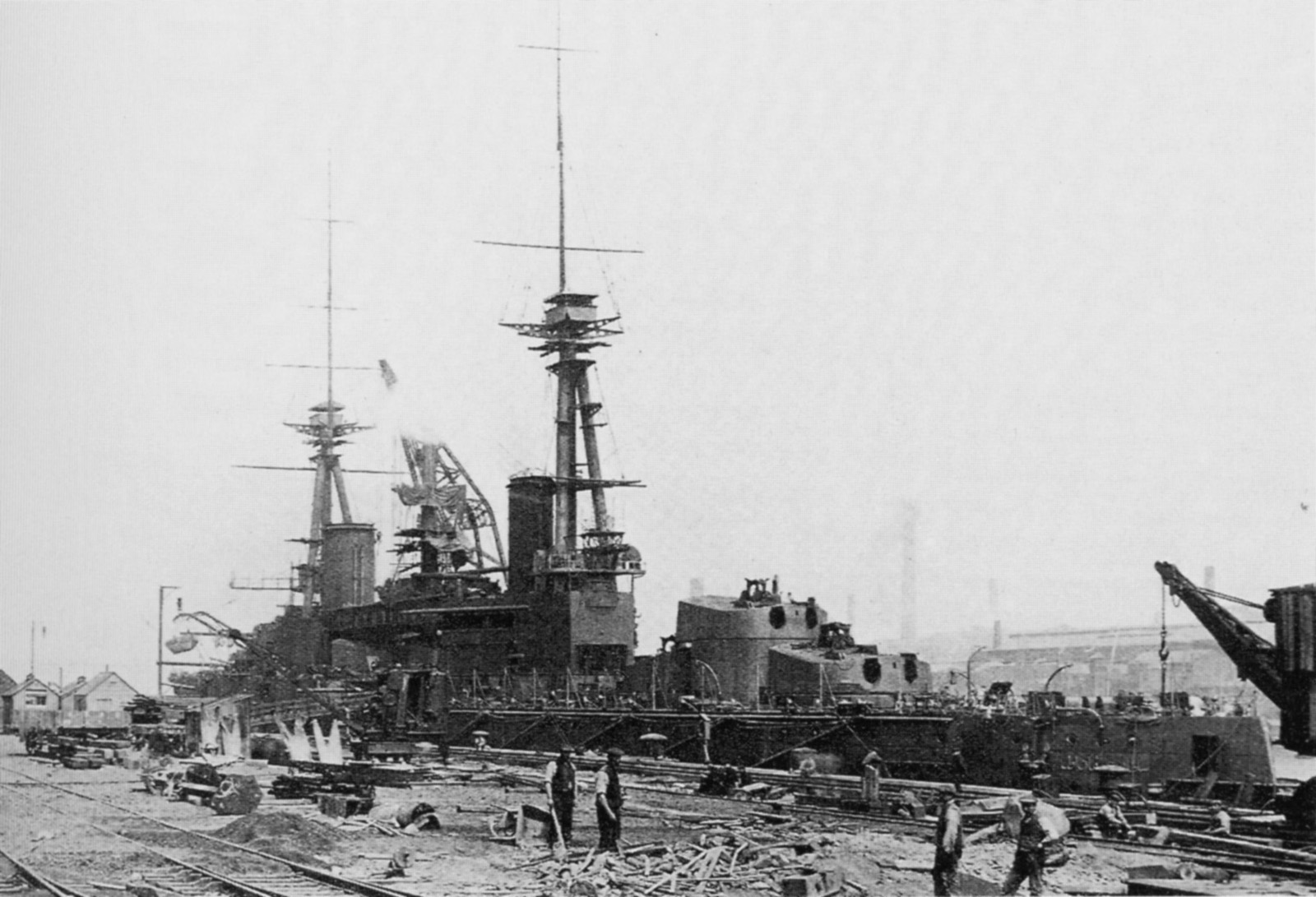
Aménagement du Sultân Osmân-ı Evvel, précédemment le Rio de Janeiro et bientôt l’Agincourt.

Après que de nombreuses demandes de modifications de conception de la marine brésilienne fussent acceptées ou rejetés, un contrat fut signé pour un navire avec quatorze canons de 12 pouces, le 3 juin 1911 pour 2 675 000 livres. La quille du Rio de Janeiro fut posée pour la quatrième fois le 14 septembre. Il ne fallut pas longtemps pour que le gouvernement brésilien ne reconsidéra à nouveau sa décision. À la mi-1912, des cuirassés avec des canons de 14 pouces étaient en construction, et, tout à coup, il sembla que le Rio de Janeiro serait surclassé dès son achèvement. Pire encore, la dépression européenne après la fin de la Deuxième Guerre balkanique en août 1913 réduisit la capacité du Brésil à obtenir des prêts étrangers. Cela coïncida avec l’effondrement des exportations brésiliennes de café et de caoutchouc, ce dernier en raison de la perte du monopole du caoutchouc du Brésil à cause des plantations britanniques en Extrême-Orient. Le prix du café baissa de 20 % et les exportations brésiliennes de café chutèrent de 12,5 % entre 1912 et 1913 ; le caoutchouc connut une baisse similaire respectivement de 25 et 36,6 %. La marine brésilienne affirma plus tard que la vente de Rio de Janeiro était une décision tactique, afin de pouvoir disposer de deux divisions de cuirassés:. deux avec canons de 12 pouces (de la classe Geraes Minas), et deux avec des canons de 15 pouces.
Armstrong étudia si le remplacement des canons de 12 pouces par sept canons de 15 pouces serait faisable, mais le Brésil était probablement déjà en train d’essayer de vendre le navire. Dans la tension menant à la Première Guerre mondiale, de nombreux pays, dont la Russie, l'Italie, la Grèce et l'Empire ottoman, étaient intéressés à acheter le navire. Alors que la Russie abandonna rapidement, l'Italie et ses rivaux grecs et ottomans étaient tous très intéressés. Les Italiens semblaient près d'acheter le navire jusqu'à ce que le gouvernement français ne décida de soutenir les Grecs plutôt que de laisser les Italiens, qui étaient les principaux rivaux de la marine française, pour l’obtention du navire. Le gouvernement grec fit une offre s’élevant au prix d'achat initial plus un supplément de 50 000 livres, mais alors que les Grecs travaillaient pour faire un premier versement, le gouvernement ottoman faisait aussi des offres.
Le gouvernement brésilien rejeta une proposition ottomane d’échange de navires, Rio de Janeiro brésilien aux Ottomans et le Reşadiye ottoman aux Brésiliens, probablement avec une compensation financière. Le gouvernement brésilien n'était prêt à accepter qu’une offre monétaire. N’en disposant pas, les Ottomans furent contraints de trouver un prêt. Heureusement pour eux, ils furent en mesure d'en obtenir un d’un banquier français agissant indépendamment de son gouvernement, et la marine ottomane s’assura du Rio de Janeiro le 29 décembre 1913 pour 1 200 000 £ en l'état. Dans le cadre du contrat d'achat, le reste du navire fut construit avec 2 340 000 £ de financement ottoman. Rebaptisé Sultân Osmân-ı Evvel, il fut finalement repris par les Britanniques peu de temps après le début de la Première Guerre mondiale, et admis au service dans la marine royale sous le nom de HMS Agincourt.
Le gouvernement argentin autorisa un troisième dreadnought en octobre 1912 au cas où le Rio de Janeiro serait achevé et livré, mais le navire ne fut jamais nommé ou construit.

### LeRiachuelo
Après avoir vendu le Rio de Janeiro, le gouvernement brésilien, fortement soutenu par la Ligue navale du Brésil (Liga Maritima), demanda à Armstrong et à Vickers de préparer des dessins pour un nouveau cuirassé). Armstrong décida de construire le navire sans nouveaux paiements du Brésil. Ils répondirent avec au moins quatorze conceptions, six de Vickers (de décembre 1913 à mars 1914) et huit d'Armstrong (février 1914). Les conceptions de Vickers comprenaient entre huit et dix canons de 15 pouces et huit canons de 16 pouces, avec des vitesses comprises entre 22 et 25 nœuds (les navires bas de gamme ayant la chauffe mixte, et ceux haut de gamme une chauffe au pétrole), et déplaçant entre 26 000 tonnes et 30 500 tonnes. Armstrong définit deux conceptions de base, une avec huit canons de 15 pouces une autre avec dix canons et ayant différentes vitesses et puissances de feu.
Bien que la plupart des sources secondaires ne mentionnent pas que le Brésil ait commandé un navire de guerre, et l'article du navire dans l'encyclopédie des navires de guerre Conway's All the World's Fighting Ships, notant que « le Brésil n'avait pas choisi parmi les quatre variantes », le gouvernement brésilien avait choisi celui qui avait été répertorié comme le modèle 781. Ce modèle, le premier des conceptions comprenant huit canons de 15 pouces présentés par Armstrong, partageait des caractéristiques avec les classes Queen Elizabeth et Revenge alors en construction pour le Royaume-Uni. Ils commandèrent un navire de cette conception, devant être nommé Riachuelo, au chantier naval d’Armstrong Whitworth à Elswick le 12 mai 1914. Certains approvisionnements préliminaires à la pose de la quille, prévue le 10 septembre, furent achevés. Mais le début de la Première Guerre mondiale, en août 1914, retarda ces plans. La construction du Riachuelo fut officiellement suspendue le 14 janvier 1915 et annulée le 13 mai 1915.
Les huit canons de 381 mm construits pour le navire furent finalement vendu par Vickers-Armstrongs comme pièces d'artillerie côtière à l'Espagne entre 1929 et 1935. Ils servirent jusqu'en 2008.

## Déclin: instabilité et d'agitation publique

### Révolte navale brésilienne

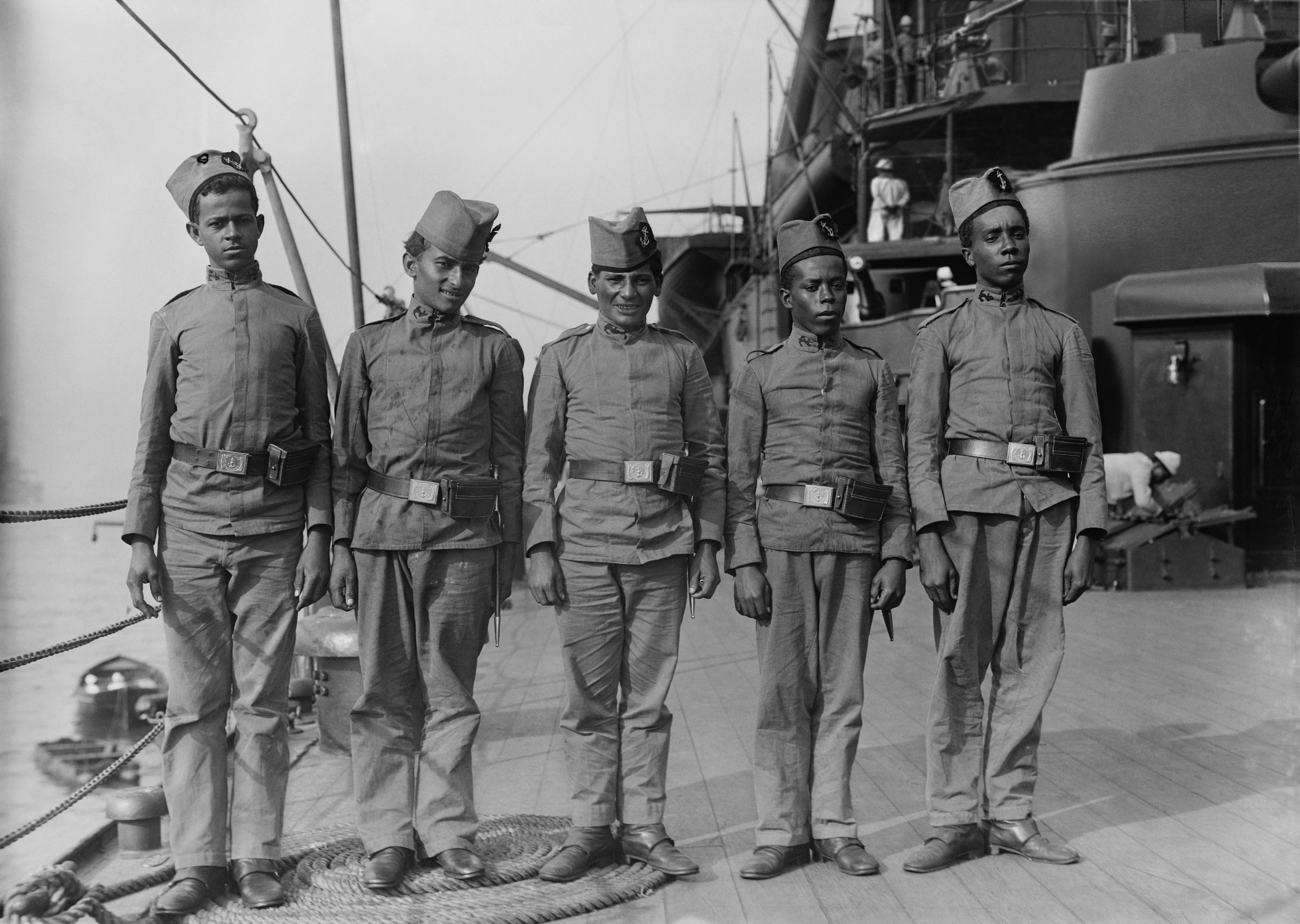
Pardo et Preto, deux Afro-Brésiliens de la marine brésilienne posant pour un photographe à bord du Minas Geraes, probablement au cours de la visite du navire aux États-Unis au début de 1913. Une partie de la photographie a été reconstruite numériquement; voir l'original à titre de comparaison.

À la fin de novembre 1910 une grande révolte navale, plus tard appelée la révolte du Fouet, ou Revolta da Chibata, éclata à Rio de Janeiro. La tension eut pour origine la composition raciale des membres d'équipage de la marine, qui était principalement constituée de Noirs ou de Mulâtres, alors que leurs officiers étaient principalement des Blancs. Le baron de Rio Branco commenta: « Pour le recrutement de marins et hommes de troupe, nous embarquons à bord la lie de nos centres urbains, sans aucune préparation. D’ex-esclaves et fils d’esclaves constituent les équipages de nos navires, la plupart d'entre eux noirs ou mulâtres à la peau foncée ».
Ce genre de presse, combinée à l'utilisation intensive des châtiments corporels, même pour des infractions mineures, impliquait que les relations entre les équipages noirs et les officiers blancs n'étaient pas bonnes. Des membres d'équipage du Minas Geraes commencèrent à planifier une révolte en 1910. Ils choisirent João Cândido Felisberto, un marin expérimenté, comme chef. La mutinerie fut retardée à plusieurs reprises par des désaccords entre les participants. Dans une importante réunion, le 13 novembre, quelques-uns des révolutionnaires exprimèrent leur désir de se révolter quand le président serait intronisé (le 15 novembre), mais un autre chef, Francisco Dias Martins, les en dissuada, insistant sur le fait que leurs demandes seraient éclipsées par une rébellion perçue contre le système politique dans son ensemble. Le catalyseur immédiat de leur révolte vint le 21 novembre 1910, lorsqu’un marin afro-brésilien, Marcelino Rodrigues Menezes, fut brutalement fouetté 250 fois pour insubordination. Un observateur du gouvernement brésilien, ancien capitaine de la marine, José Carlos de Carvalho, déclara que le dos du marin ressemblait à « un mulet tranché prêt pour le salage ».
La révolte commença à bord du Minas Geraes le 22 novembre à environ 22 h. Le commandant et plusieurs membres d'équipage loyaux furent assassinés. Peu après, le São Paulo, le nouveau croiseur Bahia, le navire de défense côtière Deodoro, le poseur de mines República, le navire-école Benjamin Constant, et les torpilleurs Tamoio et Timbira, se révoltèrent avec relativement peu de violence. Les quatre premiers navires constituaient les navires les plus récents et les plus puissants de la marine ; le Minas Geraes, le São Paulo et le Bahia avaient été achevés et admis au service actif quelques mois auparavant seulement. Le Deodoro avait douze ans et avait récemment été refondu. Les équipages des petits navires de guerre ne représentaient que 2 % des mutins, et certains furent mutés vers de plus grands navires après que la révolte eut commencé.

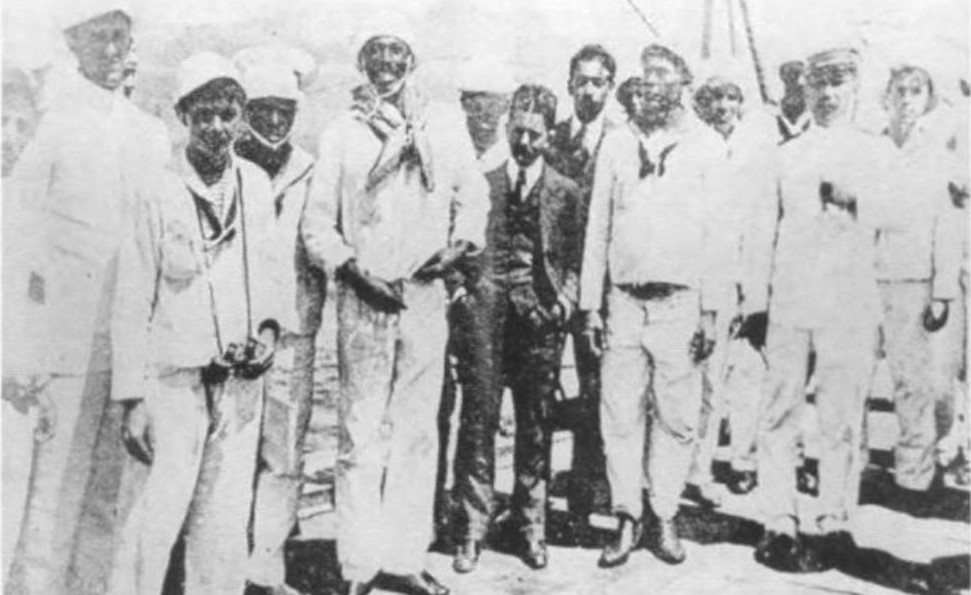
Le chef de la révolte du fouet, João Cândido Felisberto (première rangée, juste à gauche de l'homme en costume sombre), avec des journalistes, des officiers et des marins à bord de Minas Geraes le 26 novembre 1910.

Les navires de guerre clés qui restèrent sous le contrôle du gouvernement incluaient l'ancien croiseur Almirante Barroso, le navire jumeau du Bahia, le Rio Grande do Sul, et les huit nouveaux destroyers de la classe Pará. Leurs équipages étaient dans un état de changement continuel à l'époque : avec près de la moitié des marins à Rio à ce moment-là en révolte ouverte, les officiers de marine se méfiaient même de ceux qui étaient restés fidèles au gouvernement. Ces soupçons étaient peut-être fondés, étant donné que les opérateurs radio sur les navires fidèles transmirent des plans opérationnels aux mutins. Le nombre de marins sur les navires qui étaient restés loyaux au gouvernement fut réduit autant que possible et les officiers reprirent tous les postes qui seraient impliqués dans un combat direct. D’autres complications concernaient la fourniture de munitions, telles que les torpilles pour les destroyers. Celles-ci ne pouvaient pas être tirées sans amorce, mais les amorces n’étaient pas là où elles étaient censées être. Quand elles furent localisées et livrées, elles ne correspondaient pas aux nouvelles torpilles présentes à bord des destroyers. Les bonnes amorces furent installées seulement 48 heures après que la rébellion eut commencé.
Felisberto et les marins rebelles exigèrent que soit mis un terme à l’« esclavage » pratiqué par la marine, notamment l'utilisation continue du fouet en dépit de son interdiction dans tous les autres pays occidentaux. Bien que les officiers de la marine et le président fussent fermement opposés à toute sorte d'amnistie et eurent fait des plans pour attaquer les navires rebelles, de nombreux législateurs y étaient favorables. Au cours des trois jours suivants, les deux chambres du Congrès national brésilien, dirigé par l’influent sénateur Ruy Barbosa de Oliveira, adoptèrent un projet de loi accordant l'amnistie générale à tous les participants et mettant fin à l'utilisation des châtiments corporels.
À la suite de la révolte, les deux cuirassés brésiliens furent désarmés par le retrait de la culasse de leurs canons. La révolte et l'état résultant de la marine, qui était pour grande partie incapable de fonctionner par crainte d'une autre rébellion, provoquèrent la remise en question de l'utilisation des nouveaux navires et le soutien de leur vente à un pays étranger par beaucoup de leaders d’opinion brésiliens, dont le président, des politiciens de premier plan comme Barbosa et le baron de Rio Branco, et l'éditeur du journal le plus respecté au Brésil, Jornal do Commercio. L'ambassadeur britannique au Brésil, W.H.D. Haggard, était en extase devant la volte-face de Rio Branco, en disant: « Ceci est en effet une merveilleuse volte-face de la part de l'homme qui était responsable de l'achat et qui les regardait comme la progéniture la plus chère de sa politique ». Peu de temps avant le vote sur le projet de la loi d'amnistie, Ruy Barbosa décrit emphatiquement son opposition aux navires :
« Permettez-moi, en conclusion, de souligner deux leçons profondes de la situation amère dans laquelle nous nous trouvons. La première est qu’un gouvernement militaire n'est pas un iota plus en mesure de sauver le pays des vicissitudes de la guerre, ni plus courageux ou disposant de plus de ressources pour les atteindre qu'un gouvernement civil. La seconde est que la politique des gros armements n'a pas sa place sur le continent américain. Au moins de notre part et de la part des nations qui nous entourent, la politique que nous devons suivre avec joie et espérance est celle de l'élaboration du resserrement des liens internationaux grâce au développement des relations commerciales, de la paix et de l'amitié de tous les peuples qui habitent les pays d'Amérique.

L'expérience du Brésil à cet égard est décisive. Toutes les forces employées depuis vingt ans dans la mise au point des moyens de notre défense nationale ont servi, finalement, de tourner contre nous ces tentatives de révolte. La guerre internationale n'a pas encore atteint les portes de notre république. La guerre civile est venue plusieurs fois, armée par ces mêmes armes que nous avons préparées en vain pour notre défense contre un ennemi étranger. Laissez-nous faire disparaître ces grands armements ridicules et périlleux, assurer la paix internationale par des relations justes et équitables avec nos voisins. Sur le continent américain, du moins, il n’est pas nécessaire de maintenir une « armada de paix »; ce cancer hideux qui dévore continuellement les entrailles des nations de l'Europe. »

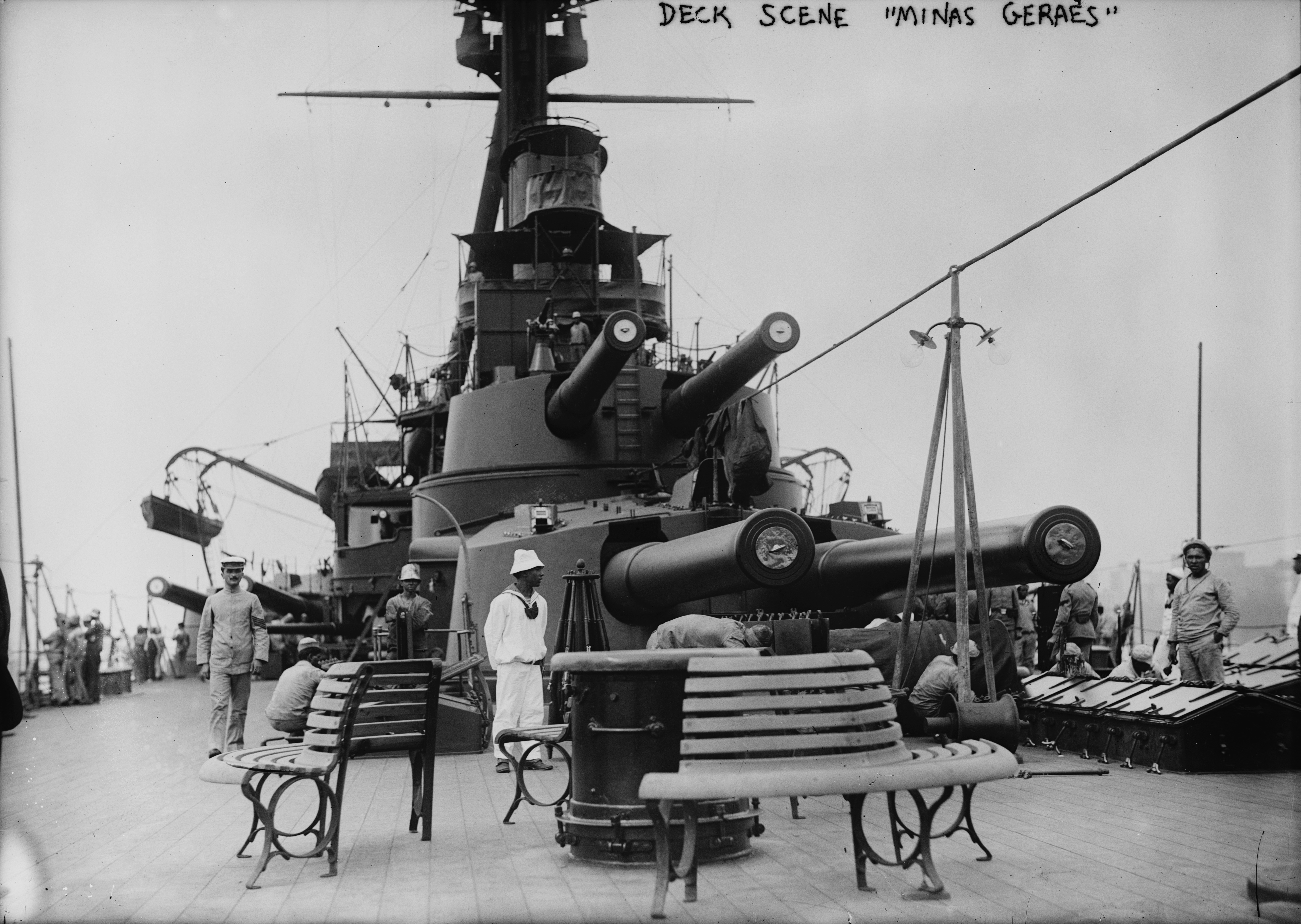
Le Minas Geraes, vu de l'arrière du navire.

En fin de compte, le président et le cabinet décidèrent de ne pas vendre les navires parce qu'ils craignaient que cela les affaiblirait politiquement. Cela se produisit en dépit d'un consensus reconnaissant que les navires devaient être éliminés, afin de financer les navires de guerre plus petits capables de naviguer sur de nombreuses rivières du Brésil. L'appréhension de l'exécutif fut renforcée par le discours de Barbosa fait avant la fin de la révolte, pendant lequel il utilisa également l'occasion d’attaquer le gouvernement, ou ce qu'il appelait le « régime militariste brutal ». Pourtant, les Brésiliens demandèrent à Armstrong de cesser de travailler sur le projet de leur troisième dreadnought, ce qui incita le gouvernement argentin à ne pas exercer son option contractuelle pour un troisième dreadnought. L'ambassadeur des États-Unis au Brésil télégraphia au pays pour affirmer que le désir brésilien d’une prééminence navale en Amérique latine avait été réprimé, même si cela fut de courte durée. [144]
Bien que les bâtiments de la classe Minas Geraes restaient dans les mains du Brésil, la mutinerie eut clairement un effet néfaste sur l'état de préparation de la marine: en 1912, un représentant d’Armstrong déclara que les navires étaient en très mauvais état, avec déjà de la rouille en formation sur les tourelles et les chaudières. Ce représentant estimait qu'il en coûterait à la marine brésilienne autour de 700 000 £ pour traiter ces problèmes. Haggard commenta laconiquement « Ces navires sont absolument inutiles au Brésil », un sentiment partagé par Proceedings. En dépit du refus du gouvernement de vendre deux navires de la classe Minas Geraes et de son soutien ultérieur pour l'acquisition du Rio de Janeiro, certains historiens considèrent la rébellion, combinée au décès du baron du Rio Branco en 1912, comme des facteurs importants dans la décision du gouvernement brésilien (qui avait peut-être été prise en janvier 1913, mais plus certainement en septembre) de vendre le navire aux Ottomans.

### Tentatives de ventes
Après que le Rio de Janeiro fut acheté par l'Empire ottoman, le gouvernement argentin accéda à la demande populaire et commença à chercher un acheteur pour ses deux cuirassés. L'argent obtenu en retour aurait été consacré à des améliorations internes. Trois projets de loi ordonnant que les cuirassés fussent vendus furent présentés devant le Congrès de la nation argentine à la mi-1914, mais tous furent rejetés. Les Britanniques et les Allemands exprimèrent leurs inquiétudes que les navires pourraient être vendus à une nation belligérante, alors que les gouvernements russe, autrichien, ottoman, italien et grec étaient tous intéressés pour acheter les deux navires, ce dernier considérant l'achat comme un pendant à l’achat du Rio de Janeiro par les Ottomans.

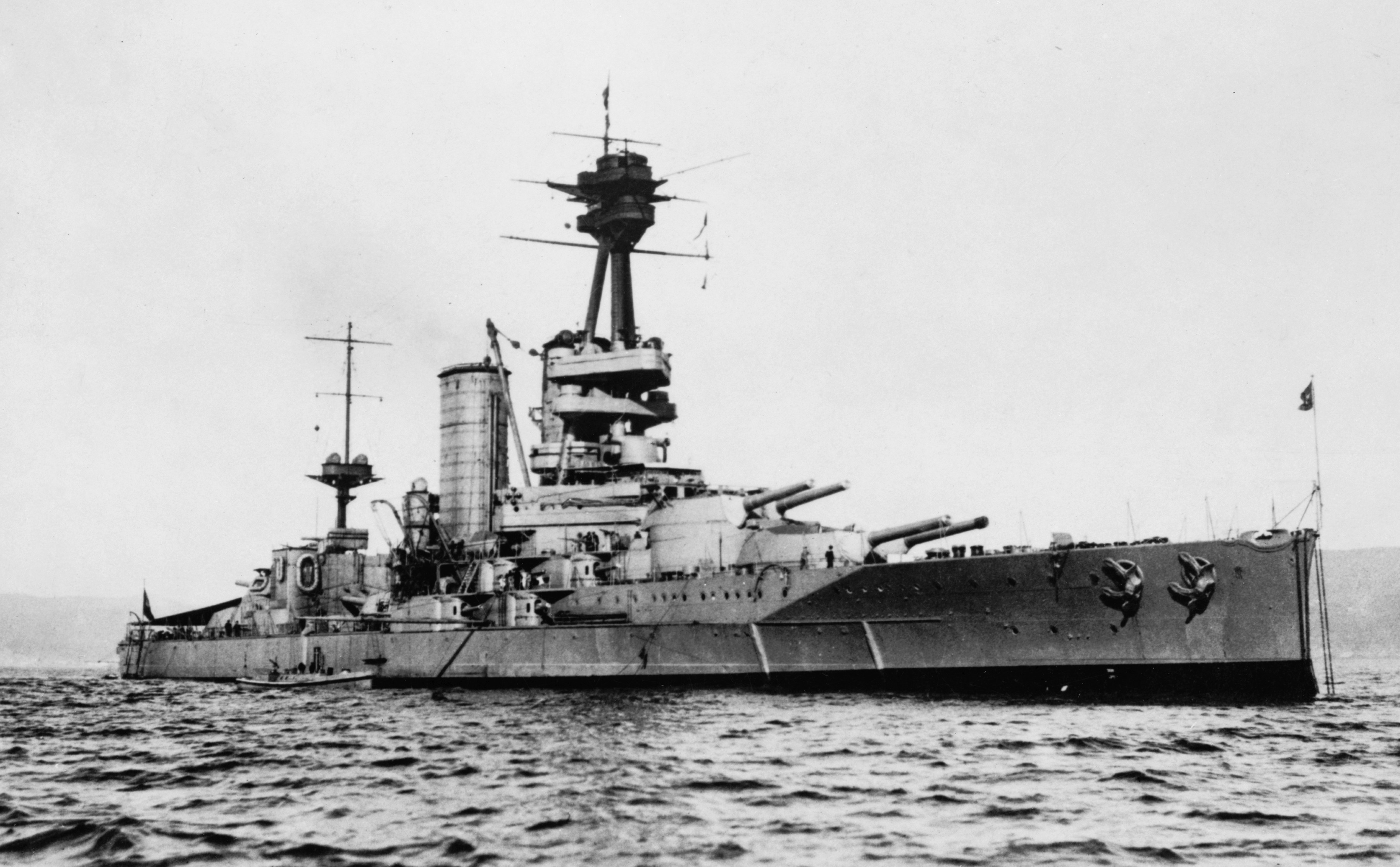
L’Almirante Latorre chilien en décembre 1921.

Le New-York Tribune rapporta à la fin avril que le gouvernement argentin avait rejeté une offre de 17,5 millions de dollars pour le Moreno seul, ce qui lui aurait permis de faire un bénéfice important sur le coût de construction des navires (12 millions de dollars). Les États-Unis, inquiets que leur neutralité ne fût pas respectée et leur technologie fût livrée à un pays étranger, exercèrent une forte pression diplomatique sur le gouvernement argentin pour qu’il conservât les navires, ce qu'il fit finalement. De même, des nouvelles rapportées à la fin de 1913 et au début de 1914 affirmaient que la Grèce avait conclu un accord pour acheter le premier cuirassé du Chili comme un contrepoids à l'acquisition par les Ottomans du Rio de Janeiro, mais en dépit d'une envie de plus en plus forte, au Chili, de vendre un ou les deux cuirassés, aucun accord ne fut conclu.
Dans chacun des pays impliqués dans la course aux dreadnoughts en Amérique du Sud, des mouvements surgirent pour préconiser la vente des cuirassés et rediriger les sommes d'argent substantielles récupérées vers ce qu'ils considéraient comme des activités plus dignes. Ces coûts étaient, à juste titre, considérés comme énormes. Après que la classe Minas Geraes fût commandée, un journal brésilien calcula que le coût d'achat initial pour les trois navires originaux égalait 5 000 kilomètres de voies ferrées ou 30 300 fermes. L’historien naval, Robert Scheina, estima le prix à 6 110 100 £ sans tenir compte des munitions, qui valaient 605 520 £, ou les rénovations nécessaires des quais, ce qui coûtait 832 000 £. Les coûts pour l'entretien et les questions connexes, qui, dans les cinq premières années après la mise en service du Minas Geraes et du São Paulo représentaient environ 60 % du coût initial, qui s’ajoutait à la somme d'argent, déjà conséquente, dépensée. Les deux bâtiments de la classe Rivadavias furent achetés pour une somme correspondant à presque un cinquième du budget annuel du gouvernement argentin, un chiffre qui ne comprenait pas les coûts ultérieur de mise en service. L'historien Robert K. Massie arrondit le chiffre à un quart du budget annuel de chaque gouvernement.
En outre, les sentiments nationalistes qui alimentaient la course aux armements navals cédèrent la place à des économies en plein ralentissement et à des opinions publiques qui devinrent de plus en plus favorables à un soutien à l'investissement dans le pays à la place. Commentant cela, l’ambassadeur des États-Unis au Chili, Henry Prather Fletcher, écrivit au secrétaire d'État William Jennings Bryan: « Depuis que la rivalité navale avait commencé en 1910, les conditions financières, qui étaient pas alors très bonnes, avaient empiré, et alors que le moment où le paiement final se rapproche, le sentiment, dans ces pays, est de plus en plus que peut-être ils avaient besoin de plus beaucoup d'argent que les cuirassés ».

## Conséquences: expansion d'après-guerre
La Première Guerre mondiale mit fin à la course aux dreadnoughts, les trois pays se retrouvèrent soudainement incapables d'acquérir des navires de guerre supplémentaires. Après le conflit, la course ne reprit jamais, mais, après-guerre, de nombreux plans d'expansion et d'amélioration de la marine furent établis par les gouvernements argentin, brésilien et chilien.
Les Brésiliens modernisèrent le Minas Geraes, le São Paulo, et les deux croiseurs acquis dans le cadre du plan de 1904, le Bahia et le Rio Grande do Sul, entre 1918 et 1926. Cette modernisation faisait cruellement défaut, car les quatre navires n’étaient pas prêts à se battre dans une guerre moderne. Bien que le gouvernement brésilien voulait envoyer le São Paulo à l'étranger pour le mettre au service dans la Grand Fleet, le São Paulo et le Minas Geraes n'avait pas été modernisés depuis leur mise en service, ce qui signifiait qu'ils ne disposaient pas d’équipements essentiels comme un système de contrôle d'incendie moderne. L’entretien des deux navires avait également été négligé, ce qui apparut au grand jour lorsque le São Paulo fut envoyé à New York pour sa modernisation: quatorze de ses dix-huit chaudières tombèrent en panne, et le navire requit l'assistance du cuirassé américain Nebraska et du croiseur Raleigh pour continuer son voyage. Les deux croiseurs étaient dans un état « déplorable », comme ils étaient en mesure d’atteindre une vitesse maximale de seulement 18 nœuds (33 km/h) et avaient un besoin désespéré de nouveaux condenseurs et de tubes pour leurs chaudières. Les réparations effectuées, toutefois, il participa à la guerre dans le cadre de la contribution navale du Brésil au conflit.
La marine brésilienne établit également des plans pour acquérir des navires supplémentaires dans les années 1920 et 30, mais les deux furent fortement revus à la baisse par rapport aux propositions initiales. En 1924, ils envisagèrent la construction d'un nombre relativement modeste de navires de guerre, comprenant un croiseur lourd, cinq destroyers et cinq sous-marins. La même année, la mission navale américaine, nouvellement arrivée, dirigée par le contre-amiral Carl Theodore Vogelgesang, remit un plan d'expansion navale de 151 000 tonnes, réparties entre cuirassés (70 000 t), les croiseurs (60 000 t), destroyers (15 000 t), et sous-marins (6 000 t). Le département d'État des États-Unis, dirigée par le secrétaire d'État Charles Evans Hughes, venant juste de conclure les négociations du traité naval de Washington, ne tenait pas à voir une autre course aux dreadnoughts, alors Hughes se déplaça rapidement pour contrecarrer les efforts de la mission. Seul un sous-marin de construction italienne, l’Humaytá, fut acquis pendant cette période.
Dans les années 1930, la communauté internationale estimait que la majeure partie de la marine brésilienne était « obsolète » et était assez vieille pour ne plus être « considérée comme efficace». Pourtant, le Minas Geraes avait été modernisé une deuxième fois au chantier naval de Rio de Janeiro de juin 1931 à avril 1938. Les plans pour une modernisation similaire du São Paulo furent abandonnés en raison de la mauvaise condition matérielle du navire. Au cours de la même période, le gouvernement brésilien envisagea d'acheter des croiseurs de la marine américaine, mais fut soumis aux restrictions des traité de Washington et de Londres, qui imposaient des restrictions sur la vente de navires de guerre d’occasion aux pays étrangers. Les Brésiliens finalement commandèrent six destroyers au Royaume-Uni. Dans l'intervalle, un plan pour louer six destroyers aux États-Unis fut abandonné après s’être heurté à une forte opposition de la part des institutions internationales et américaines. La construction de trois destroyers de la classe Marcilio Dias, basée sur la classe américaine Mahan, fut entamée au Brésil avec six mouilleurs de mines, tous furent lancés entre 1939 et 1941. Bien que les deux programmes avaient besoin d'une aide étrangère et furent donc retardés par la guerre, l’intégralité des neuf navires fut achevée en 1944.
Dans les années 1920, presque tous les grands navires de guerre de la marine argentine étaient obsolètes ; à l’exception du Rivadavia et du Moreno, ces navires de guerre récents avaient été construits à la fin du XIXe siècle. Le gouvernement argentin le reconnut et dans le cadre du maintien de leur supériorité navale dans la région, ils envoyèrent le Rivadavia et le Moreno aux États-Unis en 1924 et 1926 pour être modernisés. En outre, en 1926, le congrès argentin alloua 75 millions de pesos d'or pour un programme de construction navale. Cela aboutit à l'acquisition de trois croiseurs (de la classe Veinticinco de Mayo de construction italienne et La Argentina de construction britannique), de douze destroyers (de la classe Churruca de construction espagnole et des classes Mendoza/Buenos Aires de construction britannique), et de trois sous-marins (de la classe Santa Fe de construction italienne).
Le Chili commença à chercher des navires supplémentaires pour renforcer sa flotte en 1919, et le Royaume-Uni offrit avec empressement beaucoup de ses navires de guerre excédentaires. Cette action inquiéta les nations voisines, qui craignaient qu'une tentative chilienne pour obtenir la marine la plus puissante de la région déstabiliserait la région et démarrerait une nouvelle course aux armements navals. Le Chili demanda le Canada et l’Eagle, les deux cuirassés qu'ils avaient commandés avant la guerre, mais le coût de la conversion du dernier en un cuirassé était trop élevé. Les remplacements prévus incluaient les deux autres croiseurs de bataille de la classe Invincible, mais une fuite dans la presse de négociations secrètes pour les acquérir provoqua un tollé au Chili sur la valeur de ces navires. Finalement, le Chili acheta seulement le Canada et quatre destroyers en avril 1920, pour un prix relativement bas (tous les navires qui avaient été commandés aux chantiers britanniques par le gouvernement chilien avant 1914, furent achetés par la marine royale britannique après que le Royaume-Uni eut entré dans la Première Guerre mondiale). Le Canada, par exemple, fut vendu pour seulement 1 000 000 de livres, moins de la moitié de ce qu’il avait été nécessaire pour construire le navire.
Au cours des années suivantes, les Chiliens continuèrent d'acquérir plus de navires auprès des Britanniques, comme six destroyers (de la classe Serrano) et trois sous-marins (de la classe Capitan O'Brien). L’Almirante Latorre fut modernisé au Royaume-Uni de 1929 à 1931 au chantier naval de Devonport. Une récession et une révolte navale conduisit à l'inactivation de facto du cuirassé au début des années 1930. À la fin des années 1930, le gouvernement chilien envisagea la possibilité de construire un croiseur de 8 700 t au Royaume-Uni, en Italie, en Allemagne ou en Suède, mais cela n'a pas abouti à une commande. Un deuxième plan en vue d’acquérir deux petits croiseurs fut abandonné avec le début de la Seconde Guerre mondiale. Peu après l'attaque de Pearl Harbor, les États-Unis tentèrent d'acheter l’Almirante Latorre, deux destroyers et un ravitailleur de sous-marins, probablement parce que la marine chilienne avait la réputation de conserver ses navires en très bon état, mais l'offre fut rejetée.
Au cours de la Seconde Guerre mondiale, les trois principales marines d'Amérique du Sud furent incapables d'acquérir de grands navires de guerre ; ils furent seulement en mesure de le faire à nouveau après le conflit, lorsque les États-Unis et Royaume-Uni se retrouvèrent avec beaucoup de navires de guerre inutiles ou excédentaires. La guerre avait prouvé l'obsolescence des cuirassés, de sorte que les marines sud-américaines étaient à la recherche de croiseurs, de destroyers, de sous-marins et, elles se portaient aux devant de difficultés politiques pour acquérir quoi que ce soit de plus grand que des corvettes de classe Flower et des frégates de la classe River. Ils furent seulement en mesure de les acquérir lorsque la Peur rouge commença à affecter fortement la politique américaine et internationale. L'un des marchés obtenus en vertu de la Loi d'assistance sur la défense mutuelle (1949) permit la vente de six croiseurs légers américains à l'Argentine, au Brésil et au Chili en janvier 1951. [X] Bien que cela renforçait les marines d’importants alliés sud-américains des États-Unis, ce qui consoliderait l’aide aux États-Unis dans une guerre, l'historien naval Robert Scheina fit valoir que le gouvernement américain utilisa également la possibilité d'affecter de manière significative la rivalité navale traditionnelle entre les trois pays. Les navires de guerre vendus unilatéralement changèrent les perspectives navales des trois nations, ce qui les conduisit à accepter la parité (par opposition à la stipulation argentine d'avant-guerre que sa flotte soit égale à celles combinées du Brésil et du Chili).
Les vénérables cuirassés de l'Amérique du Sud persévérèrent pendant une courte période après la guerre. Le magazine de la marine américaine All Hands rapporta dans une série d’articles de 1948 que le São Paulo et l’Almirante Latorre étaient encore en service actif ; le premier avait été mis hors service et le dernier subissant des réparations. Avec l'afflux de croiseurs, de frégates et de corvettes modernes, les cuirassés furent rapidement vendus à la ferraille. La marine brésilienne fut la première à disposer de ses cuirassés, le plus ancien au monde en ce moment-là. Le São Paulo fut vendu à la ferraille en 1951, mais coula lors d’une tempête au nord des Açores alors qu'il était remorqué. Le Minas Geraes suivit deux ans plus tard et fut démantelé à Gênes au début de 1954. Parmi les cuirassés argentins, le Moreno fut remorqué au Japon pour être démoli en 1957, et le Rivadavia le fut en Italie à partir de 1959. L’Almirante Latorre, inactif et non réparé après une explosion en 1951 dans sa salle des machines, fut désarmé en octobre 1958 et suivit le Moreno au Japon en 1959.

## Navires impliqués

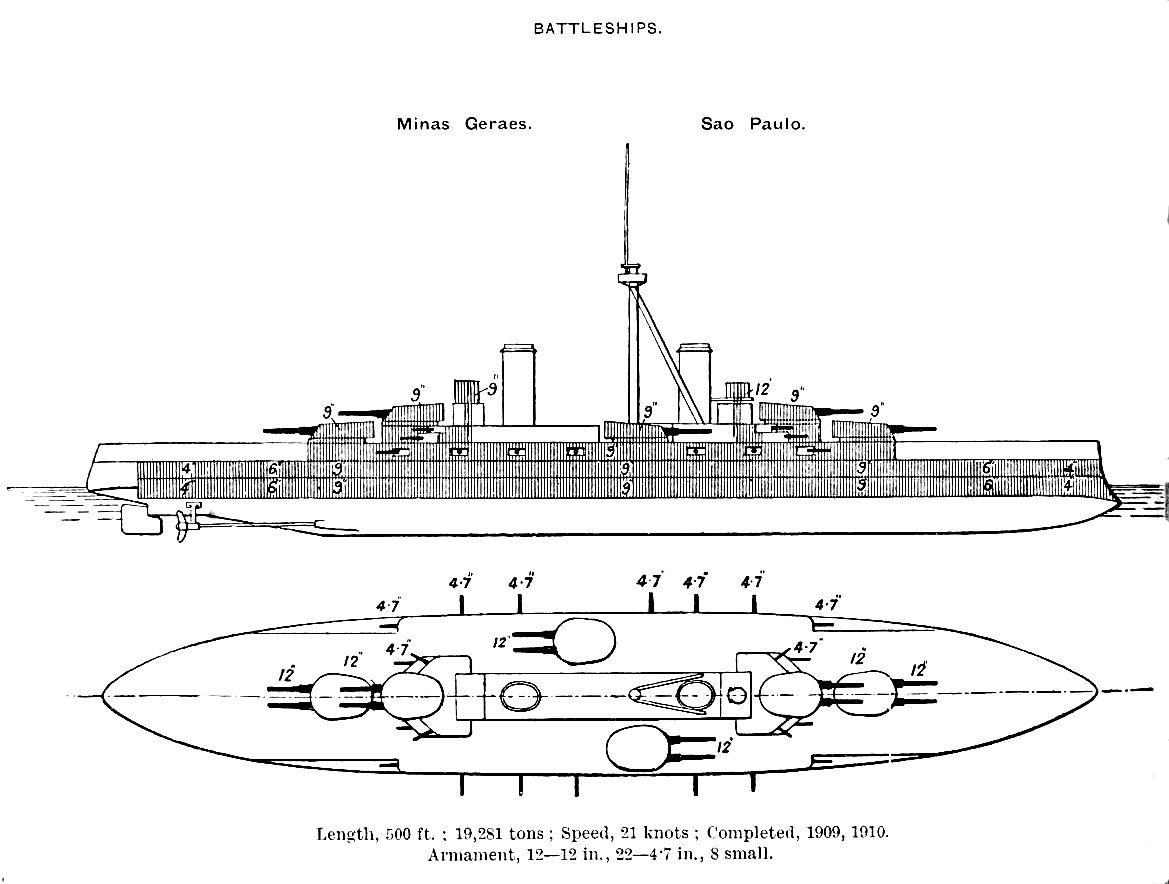
La classe Minas Geraes fut conçue, construite et achevée avant les autres cuirassés sud-américains, ils étaient aussi plus petits et pas aussi bien armés. Deux autres cuirassés, le Rio de Janeiro et le Riachuelo, étaient prévus, mais le premier fut vendu à l'Empire ottoman alors que les rentrées fiscales déclinaient, et l'autre fut annulé,.
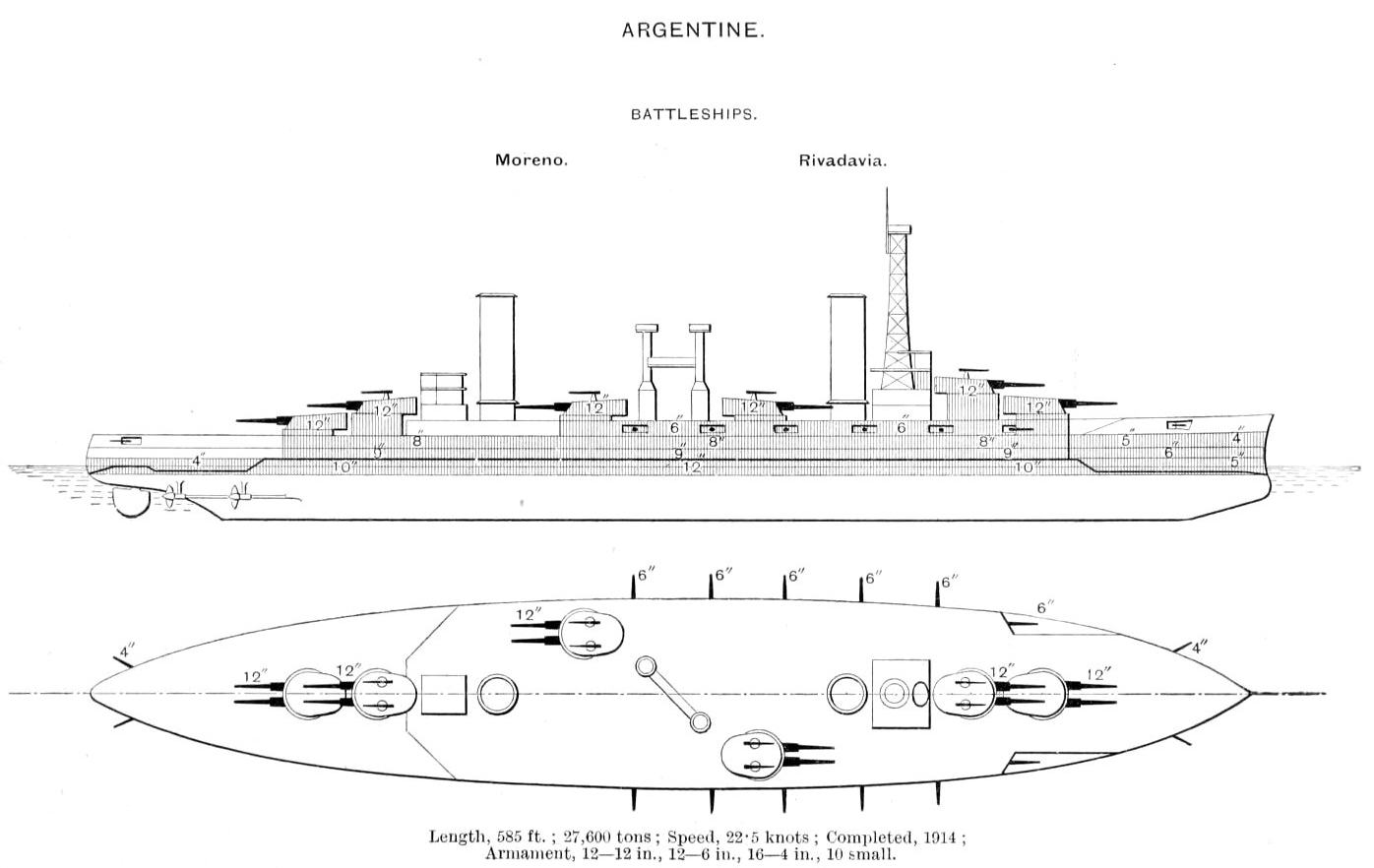
La classe Rivadavia était la deuxième classe de dreadnoughts achetés par un pays sud-américain et la seule à ne pas être construite par une société britannique. Commandé en réponse à la classe Minas Geraes, ils étaient beaucoup plus grands, portaient deux canons de 12 pouces supplémentaires, et étaient significativement mieux blindés que leurs homologues brésiliens,.
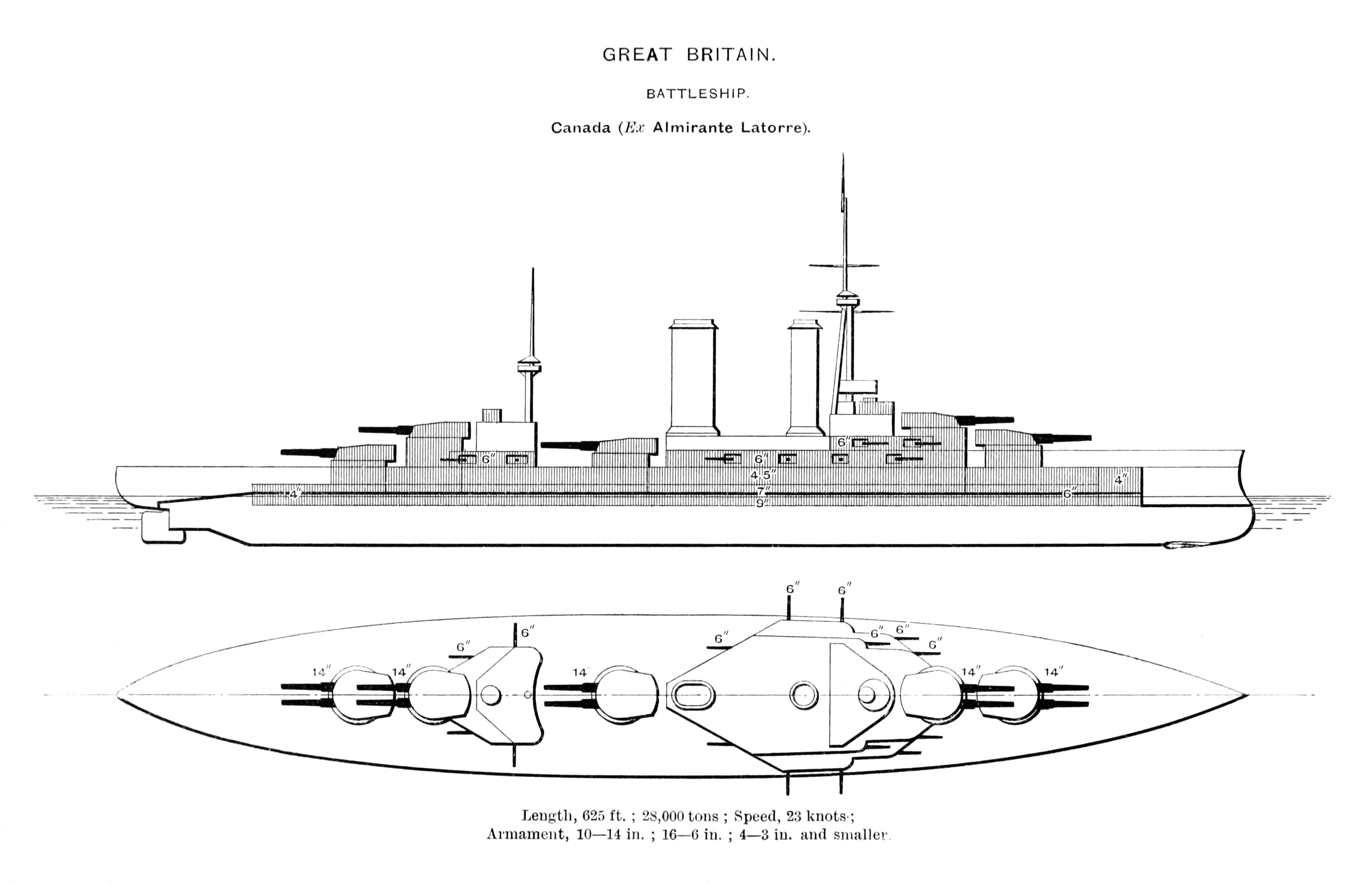
Almirante Latorre fut le dernier dreadnought sud-américain construit et était plus grand et mieux armé que ses homologues. L'agencement plus efficace des cinq tourelles de 14 pouces, montées dans l'axe plutôt qu’en échelon, permettait au navire de tirer une bordée sans endommager le navire,.

| Bâtiment | Pays                                                                     | Déplacement   | Armement principal                               | Constructeur        | Pose de la quille | Lancement         | Achèvement    | Destiné                                                                                             |
| --- | ------------------------------------------------------------------------ | ------------- | ------------------------------------------------ | ------------------- | ----------------- | ----------------- | ------------- | --------------------------------------------------------------------------------------------------- |
| Minas Geraes | Drapeau du Brésil                                                        | 19 281 tonnes | 12 canons de marine EOC de 12 pouces/45 calibres | Armstrong Whitworth | 17 avril 1907     | 10 septembre 1908 | Janvier 1910  | Démoli au début de 1954                                                                             |
| São Paulo | Drapeau du Brésil                                                        | 19 105 t      | 12 canons de marine EOC de 12 pouces/45 calibres | Vickers             | 30 avril 1907     | 19 avril 1909     | Juillet 1910  | Sombra en route vers un chantier naval en novembre 1951                                             |
| Rio de Janeiro | Drapeau du Brésil · Drapeau de l'Empire ottoman · Drapeau du Royaume-Uni | 27 850 t      | 14 canons de marine EOC de 12 pouces/45 calibres | Armstrong           | 14 septembre 1911 | 22 janvier 1913   | août 1914     | Acquis par l'empire ottoman en 1913 ; saisi par le Royaume-Uni en 1914 ; démoli au début de 1924    |
| Riachuelo | Drapeau du Brésil                                                        | 30 500 t      | 8 canons de marine de 15 pouces BL Mark I        | Armstrong           | –                 | –                 | –             | Annulé après le déclenchement de la Première Guerre mondiale                                        |
| Rivadavia | Drapeau de l'Argentine                                                   | 27 900 t      | 12 canons de marine de 12 pouces/50 calibres     | Fore River          | 25 mai 1910       | 26 août 1911      | Décembre 1914 | Démantelé au début de 1959                                                                          |
| Moreno | Drapeau de l'Argentine                                                   | 27 900 t      | 12 canons de marine de 12 pouces/50 calibres     | Fore River          | 9 juillet 1910    | 23 septembre 1911 | Février 1915  | Démantelé au début de 1957                                                                          |
| Almirante Latorre | Drapeau du Chili · Drapeau du Royaume-Uni                                | 28 600 t      | 10 canons de marine EOC de 14 pouces/45 calibres | Armstrong           | 27 novembre 1911  | 27 novembre 1913  | Octobre 1915  | Acquis par le Royaume-Uni en 1914 ; acquis à nouveau par le Chili en 1920 ; démoli au début de 1959 |
| Almirante Cochrane | Drapeau du Chili · Drapeau du Royaume-Uni                                | –             | –                                                | Armstrong           | 20 février 1913   | 8 juin 1918       | Février 1924  | Acquis par le Royaume-Uni en 1914 ; converti en porte avions ; coulé le 11 août 1942                |
| Légende: Brésil Argentine Chili Empire ottoman Royaume-Uni |                                                                          |               |                                                  |                     |                   |                   |               | |
| Données provenant de: Preston, "Great Britain, " 38; Scheina, Naval History, 321–22; ———, "Argentina, " 401; ———, "Brazil, " 404; Topliss, "Brazilian Dreadnoughts, " 249–51, 281–83, 286. |                                                                          |               |                                                  |                     |                   |                   |               | |

- La classe Minas Geraes fut conçue, construite et achevée avant les autres cuirassés sud-américains, ils étaient aussi plus petits et pas aussi bien armés. Deux autres cuirassés, le Rio de Janeiro et le Riachuelo, étaient prévus, mais le premier fut vendu à l'Empire ottoman alors que les rentrées fiscales déclinaient, et l'autre fut annulé[188],[o].
- La classe Rivadavia était la deuxième classe de dreadnoughts achetés par un pays sud-américain et la seule à ne pas être construite par une société britannique. Commandé en réponse à la classe Minas Geraes, ils étaient beaucoup plus grands, portaient deux canons de 12 pouces supplémentaires, et étaient significativement mieux blindés que leurs homologues brésiliens[189],[p].
- Almirante Latorre fut le dernier dreadnought sud-américain construit et était plus grand et mieux armé que ses homologues. L'agencement plus efficace des cinq tourelles de 14 pouces, montées dans l'axe plutôt qu’en échelon, permettait au navire de tirer une bordée sans endommager le navire[190],[q].

## Images

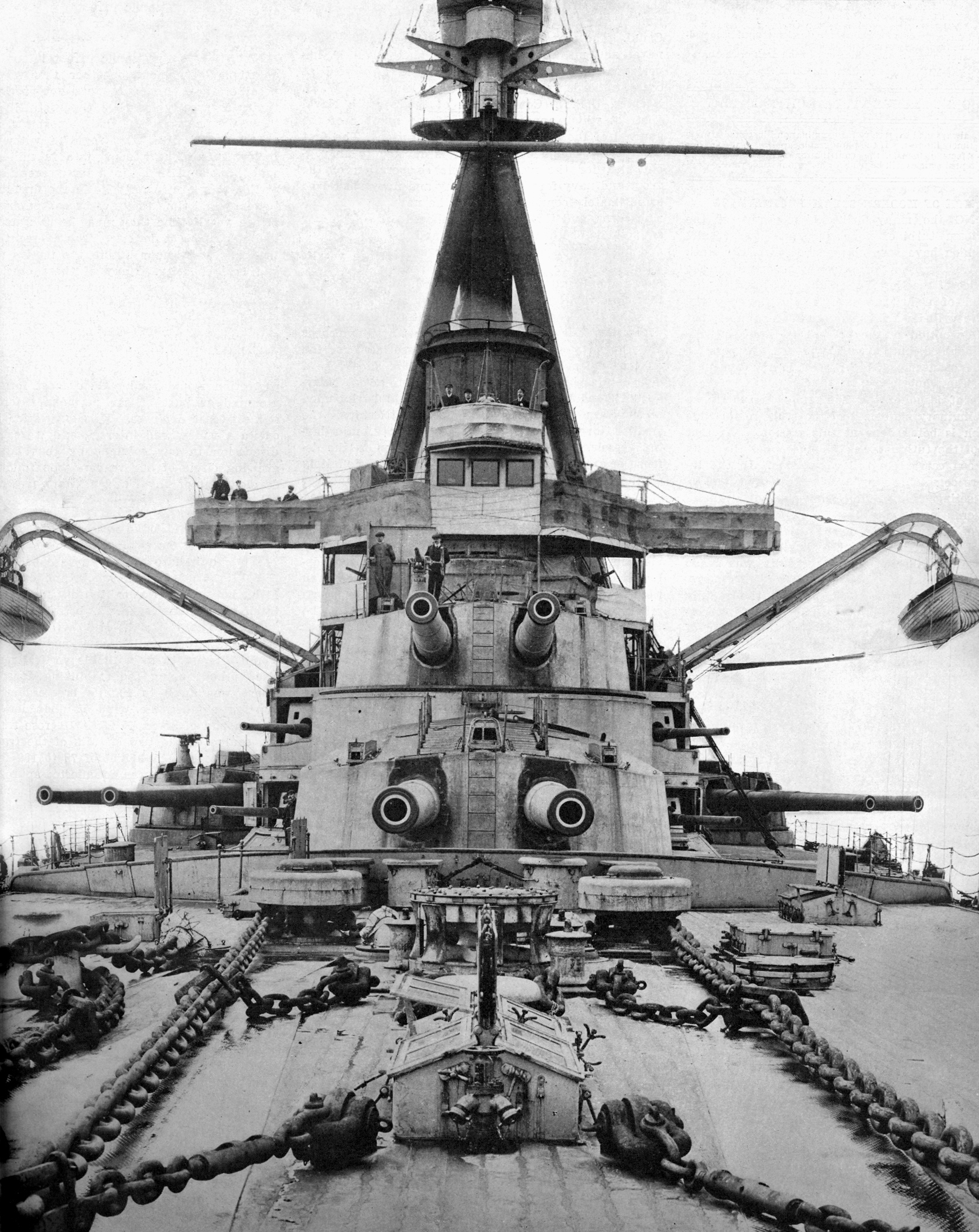
Le Minas Geraes vu de la proue; les tourelles latérales sont de chaque côté de la superstructure.

1. 1 2  Reprinted from "The Brazilian Battleship, " Scientific American, 240.
2. ↑  Photograph courtesy of the Library of Congress.
3. ↑  Photographs courtesy of Tyne & Wear Archives & Museums.
4. ↑  Photographs courtesy of the Library of Congress.
5. ↑  Photograph courtesy of the George Grantham Bain collection at the Library of Congress.
6. ↑  Reprinted from "The Brazilian Battleship, " Journal of the United States Artillery, 181.
7. ↑  Postcard courtesy of Navios De Guerra Brasileiros.
8. ↑  Unknown source, possibly through the Engineer, 1914.
9. ↑  Photograph courtesy of the George Grantham Bain collection at the Library of Congress.
10. ↑  Reprinted from Morgan, "The Revolt of the Lash, " 34.
11. ↑  Photograph courtesy of the George Grantham Bain collection at the Library of Congress.
12. ↑  Photograph courtesy of the Library of Congress.
13. ↑  Photograph courtesy of the Brazilian Navy.
14. ↑  Photograph courtesy of the Brazilian Navy.
15. ↑  Reprinted from Sydney Walker Barnaby, "Brazil," in Brassey's Naval Annual, eds. Thomas Brassey and John Leyland (London: William Clowes and Sons, 1915), plate 22.
16. ↑  Reprinted from Barnaby, "Argentine," plate 18.
17. ↑  Reprinted from Barnaby, "Great Britain," plate 2.
18. ↑  Reprinted from "The Brazilian Battleship, " Scientific American, 241.